# Liste des grands-croix de la Légion d'honneur
Pour un article plus général, voir Ordre national de la Légion d'honneur.

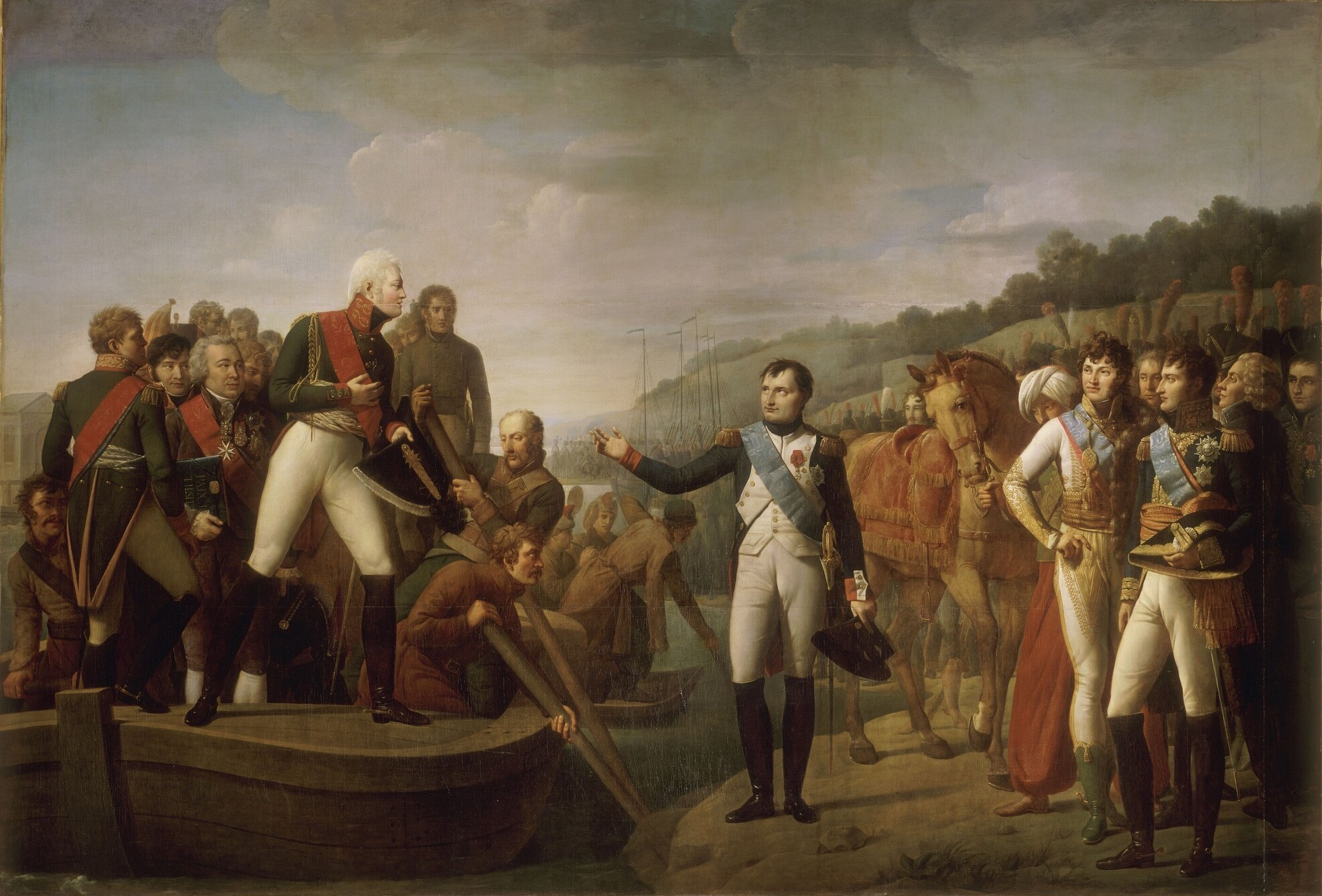
Adieux de Napoléon et d'Alexandre après la paix de Tilsitt (9 juillet 1807), Gioacchino Serangeli, 1810, musée de l'Histoire de France (Versailles). Les deux souverains ont échangé leurs ordres respectifs : Napoléon Ier porte l'écharpe bleue de l'ordre de Saint-André tandis qu'Alexandre Ier arbore l'écharpe rouge de la Légion d'honneur.

Cet article présente une liste des personnes élevées à la dignité de grand-croix de la Légion d'honneur, classée par année de parution du décret. Les dates des cérémonies de remise des insignes — écharpe rouge et plaque de vermeil au XXIe siècle — ne sont pas précisées.

## Historique
Créée par un décret du 10 pluviôse an XIII (30 janvier 1805), la « grande décoration » fut par la suite nommée « grand aigle », puis « grand cordon » par une ordonnance royale du 19 juillet 1814 et enfin « grand-croix » par une ordonnance royale du 26 mars 1816. Par la même ordonnance, les commandants devinrent des « commandeurs », et les « légionnaires » des « chevaliers ».

## Contingent
Environ 3 000 personnalités, dont 1 270 Français, ont reçu cette distinction, de la création de l'ordre jusqu'au 31 décembre 2022.
Le Code de la Légion d'honneur fixe à 75 le nombre maximal de grands-croix vivants, excepté les mutilés de guerre. Fin 2000, on en comptait 60, fin 2015, 71 et fin 2022, 68.
La dignité de grand-croix est conférée de plein droit au grand maître, c'est-à-dire au président de la République française, lors de sa cérémonie d'investiture.

## Liste des attributions
Ceci est la liste exhaustive des dignitaires français grand-croix de la Légion d'honneur comprenant plus de 1 270 personnalités décorées depuis 1805. La liste comprend également certains dignitaires étrangers.

### Années 1800
An XIII (1804-1805)
Napoléon Ier, empereur des Français, est grand maître de l'ordre à sa création.
1. Charles Pierre François Augereau, 13 pluviôse an XIII (2 février 1805)[9].
2. Louis Baraguey d'Hilliers, 13 pluviôse an XIII[9].
3. François Barbé-Marbois, le 13 pluviôse an XIII[9],[10].
4. Eugène de Beauharnais, 13 pluviôse an XIII[9].
5. Jean-Baptiste Jules Bernadotte, 13 pluviôse an XIII[9].
6. Louis-Alexandre Berthier, 13 pluviôse an XIII[9].
7. Jean-Baptiste Bessières, 13 pluviôse an XIII[9].
8. Joseph Bonaparte, 13 pluviôse an XIII[9].
9. Louis Bonaparte, 13 pluviôse an XIII[9].
10. Camille Borghèse, 21 pluviôse an XIII (10 février 1805)[9].
11. Guillaume Marie-Anne Brune, le 13 pluviôse an XIII[9].
12. Étienne-Hubert de Cambacérès, 13 pluviôse an XIII[9].
13. Armand de Caulaincourt, 13 pluviôse an XIII[9].
14. Louis Nicolas Davout, 13 pluviôse an XIII[9].
15. Denis Decrès, 13 pluviôse an XIII[9].
16. Jean-François-Aimé Dejean, 13 pluviôse an XIII[9].
17. Géraud Christophe Michel Duroc, 13 pluviôse an XIII[9].
18. Joseph Fesch, 13 pluviôse an XIII[9].
19. Joseph Fouché, 13 pluviôse an XIII[9].
20. Honoré Joseph Antoine Ganteaume, 13 pluviôse an XIII[9].
21. Martin Michel Charles Gaudin, 13 pluviôse an XIII[9].
22. Laurent de Gouvion-Saint-Cyr, 13 pluviôse an XIII[9].
23. Bon-Adrien Jeannot de Moncey, 13 pluviôse an XIII[9].
24. Jean-Baptiste Jourdan, 13 pluviôse an XIII[9].
25. Jean-Andoche Junot, 13 pluviôse an XIII[9].
26. François Christophe Kellermann, 13 pluviôse an XIII[9].
27. Bernard-Germain-Étienne de La Ville-sur-Illon de Lacépède, grand chancelier de la Légion d'honneur, le 13 pluviôse an XIII[9].
28. Jean Lannes, maréchal d'Empire, colonel général des Suisses, le 13 pluviôse an XIII[11].
29. Charles-François Lebrun, le 13 pluviôse an XIII[12].
30. François Joseph Lefebvre, 13 pluviôse an XIII[9].
31. Armand Samuel de Marescot, 13 pluviôse an XIII[9].
32. Hugues-Bernard Maret, 13 pluviôse an XIII[9].
33. Auguste-Frédéric-Louis Viesse de Marmont, 13 pluviôse an XIII[9].
34. André Masséna, 13 pluviôse an XIII[9].
35. Adolphe Édouard Casimir Joseph Mortier, 13 pluviôse an XIII[9].
36. Joachim Murat, 13 pluviôse an XIII[9].
37. Michel Ney, 13 pluviôse an XIII[9].
38. Jean-Baptiste Nompère de Champagny, 13 pluviôse an XIII[9].
39. Catherine-Dominique de Pérignon, 13 pluviôse an XIII[9].
40. Jean-Étienne-Marie Portalis, 13 pluviôse an XIII[9].
41. Claude Ambroise Régnier, 13 pluviôse an XIII[9].
42. Louis-Philippe de Ségur, 13 pluviôse an XIII[9].
43. Jean Mathieu Philibert Sérurier, 13 pluviôse an XIII[9].
44. Nicolas Marie Songis des Courbons, 13 pluviôse an XIII.
45. Jean-de-Dieu Soult, 13 pluviôse an XIII[9].
46. Charles-Maurice de Talleyrand-Périgord, 13 pluviôse an XIII[9].
47. Louis Thomas Villaret de Joyeuse, 13 pluviôse an XIII[9].
48. Félix Baciocchi, le « avec collier », le 15 ventôse an XIII (6 mars 1805)[9],[13].
49. Nicolas Charles Oudinot, 15 ventôse an XIII[9].
50. Claude-Victor Perrin, 15 ventôse an XIII[9].
51. Louis-Auguste Jouvenel des Ursins d'Harville, le 20 prairial an XIII (9 juin 1805)[9],[14].

An XIV (1805)

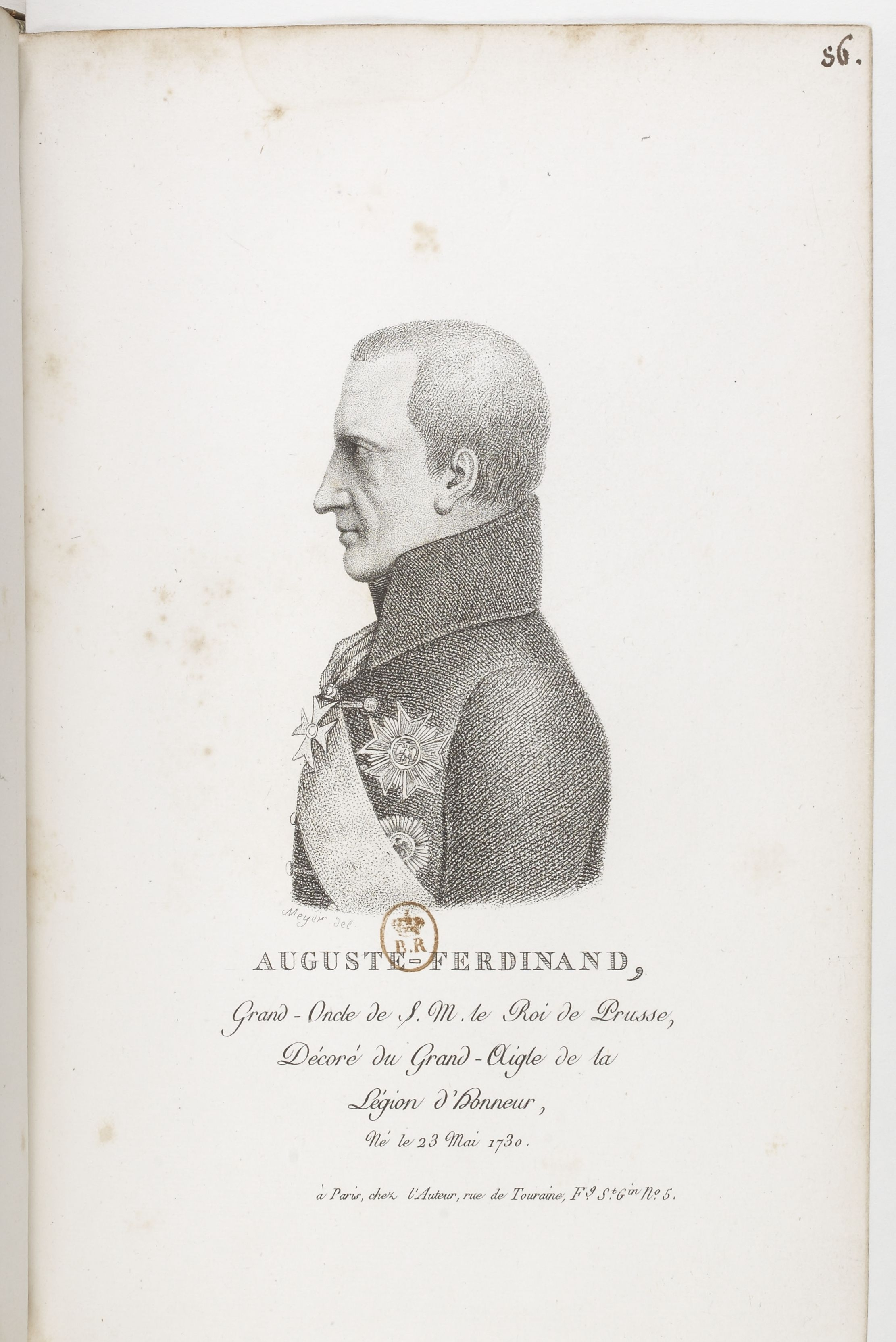
Auguste-Ferdinand de Prusse, grand aigle de la Légion d'honneur en 1805.

1. Louis Charles Vincent Le Blond de Saint-Hilaire, le 5 nivôse an XIV (26 décembre 1805)[15].
2. Claude-Juste-Alexandre Legrand, 5 nivôse an XIV[9].
3. Louis Friant, 5 nivôse an XIV[9].
4. Dominique René Vandamme, 5 nivôse an XIV[9].
5. Jean-Baptiste Dumonceau, 2 vendémiaire an XIV (24 septembre 1805)[16].
6. Auguste-Ferdinand de Prusse, étranger, grand-oncle du roi de Prusse, par décret du 23 mars 1805[17].
7. Frédéric-Guillaume III, roi de Prusse, étranger, par décret du 23 mars 1805[18].

1806
1. Auguste Caffarelli, 8 février 1806[9].
2. Jean Joseph Ange d'Hautpoul, 8 février 1806[15].
3. Louis-Gabriel Suchet, 8 février 1806[9].
4. Frédéric Henri Walther, 8 février 1806[9].
5. Charles Henri Ver-Huell, 1er juin 1806[19],[20].
6. Jérôme Bonaparte, septembre 1806[9].
7. Francisco Ludovico Carlo Enbrog Melzi d'Eril, étranger, duc de Lodi[19], 1806 ou 1807, sans précision de la date de promotion.

1807

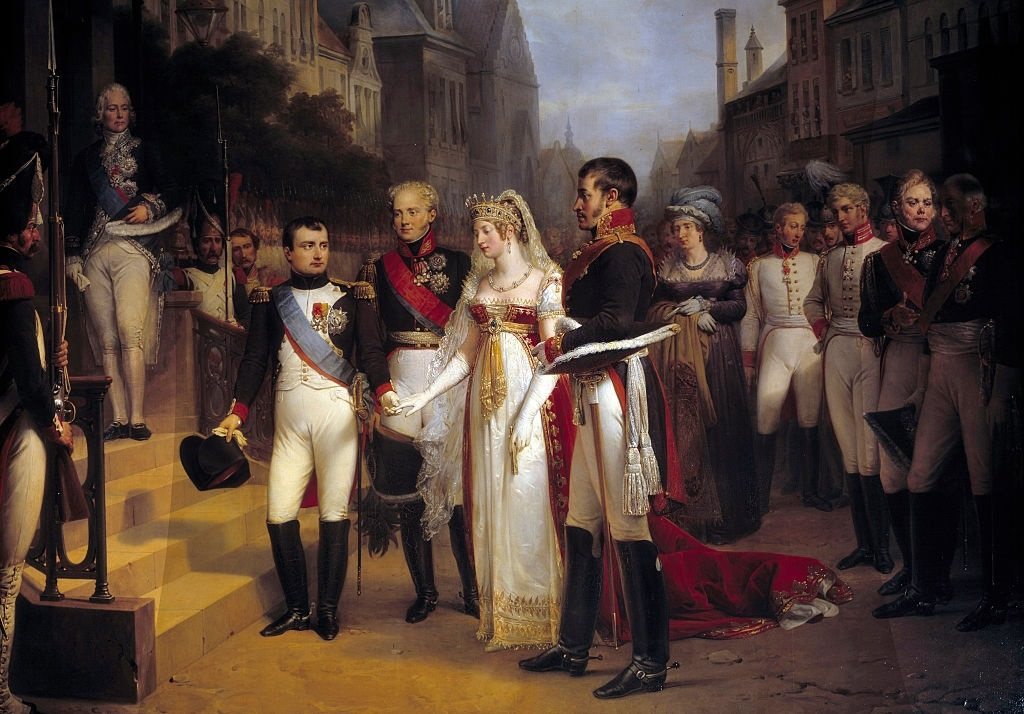
Napoléon à Tilsit avec le roi et la reine de Prusse (entre eux, Alexandre Ier (empereur de Russie)).
À droite du tableau, on trouve le grand-duc Constantin Pavlovitch de Russie (grand aigle en 1807) et Alexandre Kourakine (grand aigle en 1807).

1. Anne Jean Marie René Savary, 25 février 1807[9].
2. Horace Sébastiani, 7 avril 1807[9].
3. Étienne Marie Antoine Champion de Nansouty, 11 juillet 1807[9].
4. Pierre Dupont de l'Étang, 11 juillet 1807[9].
5. Emmanuel de Grouchy, 13 juillet 1807[9].
6. Jean Gabriel Marchand, 13 juillet 1807[9].
7. Alexandre Ier de Russie, étranger, juillet 1807.
8. Alexandre Kourakine, étranger, juillet 1807.
9. Le grand-duc Constantin Pavlovitch de Russie, étranger, juillet 1807.

1809
1. Jean-Gérard Lacuée de Cessac, 2 février 1809[9].
2. Antoine François Andréossy, 14 août 1809[9].
3. Henri-Gatien Bertrand, 14 août 1809[9].
4. Henri-Jacques-Guillaume Clarke, ministre de la Guerre, le 14 août 1809[9],[10].
5. Paul Grenier, 14 août 1809[9].
6. Charles Étienne Gudin de La Sablonnière, 14 août 1809[9].
7. Étienne Jacques Joseph Macdonald, 14 août 1809[9],[21].
8. Joseph-Antoine Poniatowski, étranger, homme d'État polonais.

### Années 1810
1810

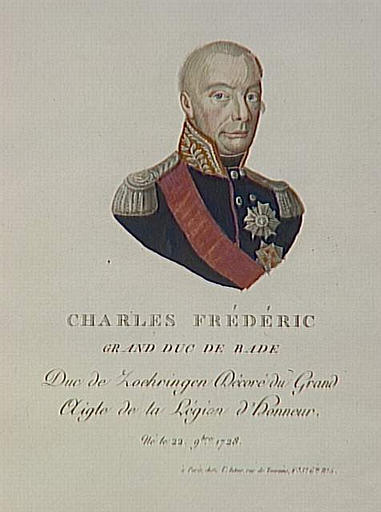
Charles Frédéric, grand-duc de Bade, décoré du grand aigle de la Légion d'honneur, musée national de la Malmaison (Rueil-Malmaison). Élévation en 1810.

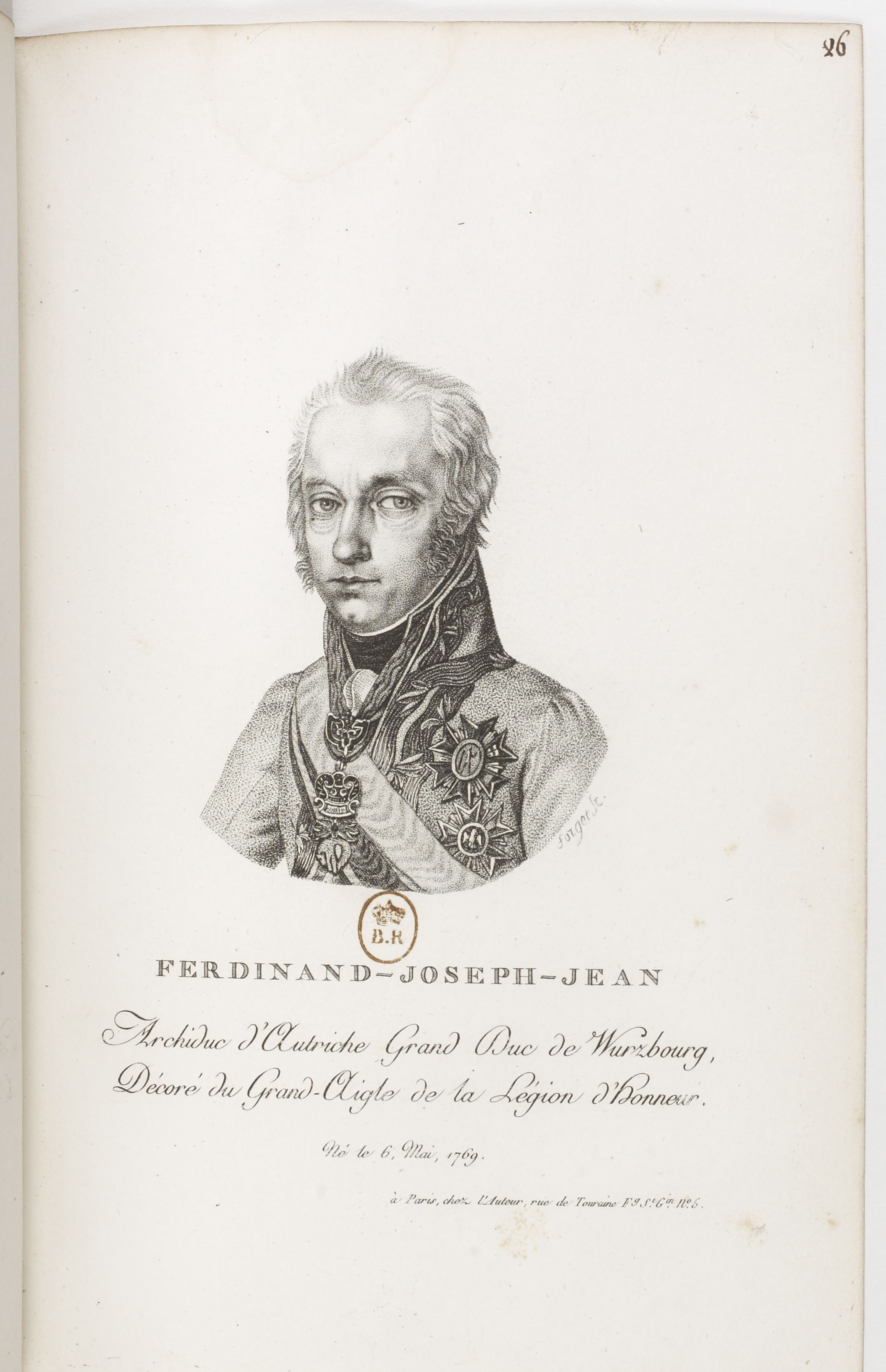
Ferdinand Joseph Jean, archiduc d'Autriche, grand-duc de Wurtzbourg, grand aigle de la Légion d'honneur en 1810.

Aucun dignitaire français cette année-là.
1. Charles Ier Frédéric, étranger, grand duc de Bade[9].
2. Le margrave Louis-Auguste Guillaume de Bade, étranger[9].
3. Maximilien Ier de Bavière, étranger[9].
4. Louis Ier de Bavière, étranger[9].
5. Le comte de Toerring-Gutenzell, étranger[réf. à confirmer][9], chambellan et conseiller intime du roi de Bavière.
6. Maximilian von Montgelas, étranger[9], ministre des Affaires étrangères du royaume de Bavière.
7. Le comte de Morawitsky, étranger[9], second ministre d'État du royaume de Bavière.
8. Le comte de Preysing, étranger[9], chambellan et conseiller intime du roi de Bavière.
9. Le duc de Cassano, étranger[9].
10. Frédéric VI de Danemark, étranger[9].
11. Bernard Erasme von Deroy, étranger[9], inspecteur militaire et commandant en chef dans la Basse-Bavière et le Haut-Palatinat.
12. Francesco Melzi d'Eril, étranger[9].
13. Charles Henri Ver-Huell, étranger[9].
14. Ferdinand Joseph Jean, étranger, archiduc d'Autriche, grand-duc de Wurtzbourg[17], reçu en mars 1810 sans précision de la date de décret.

1811

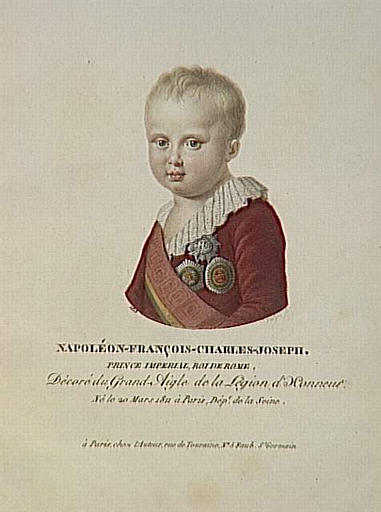
Napoléon-François-Charles-Joseph, prince impérial, roi de Rome, décoré du grand aigle de la Légion d'honneur, Philipp Velyn (1787-1836), musée national de la Malmaison. Élévation en 1811.

1. Napoléon II, décoré à la naissance (20 mars 1811) en tant que prince impérial[22].
2. Karl Philipp de Schwarzenberg, étranger (vers 1811[22]).

1812
Aucun dignitaire français cette année-là.
1813
1. Nicolas François Mollien, ministre du Trésor public de 1806 à 1814, comte de l’Empire en 1808, pair de France en 1819, le 8 avril 1813.
2. Pierre Daru, homme d'État et homme de lettres, le 22 novembre 1813.
3. Michel Regnaud de Saint-Jean d'Angély, secrétaire de l'état de la famille impériale, le 24 novembre 1813[23].

1814
1. Louis XVIII, roi de France le 6 avril 1814.[24].
2. Jean-Baptiste Lynch, maire de Bordeaux, pair de France, le 30 juin 1814[25].
3. Jean-Joseph Dessolles, pair de France, ministre d'État, marquis, le 22 juillet 1814.
4. Emmerich Joseph de Dalberg, pair de France, le 22 juillet 1814[26].
5. Pierre Riel de Beurnonville, pair de France, ministre d'État, le 22 juillet 1814[27].
6. Nicolas-Joseph Maison, pair de France, lieutenant général des armées du roi, le 22 juillet 1814[28].
7. Étienne Maurice Gérard, lieutenant général des armées du roi, le 29 juillet 1814[29].
8. Dominique Dufour de Pradt, archevêque, ambassadeur, grand chancelier de la Légion d'honneur, le 30 juillet 1814[25].
9. Edme Étienne Borne Desfourneaux, général de division, le 3 août 1814[25].
10. Louis de La Forest Divonne, pair de France, le 20 août 1814[25].
11. François Étienne Kellermann duc de Valmy, général, pair de France, le 23 août 1814[25].
12. Victor de Faÿ de La Tour-Maubourg, pair de France, lieutenant général des armées du roi, le 23 août 1814[30].
13. Édouard Thomas Burgues de Missiessy, vice-amiral, le 23 août 1814[25].
14. Maxime Julien Émeriau de Beauverger, amiral, pair de France, le 23 août 1814[25].
15. Jean Rapp, lieutenant général des armées du roi, le 23 août 1814[31].
16. Laurent Truguet, amiral, ministre, pair de France, le 2 septembre 1814[25].
17. Jean-Baptiste Drouet d'Erlon, maréchal de France, pair de France, le 30 septembre 1814[25].
18. François de Chasseloup-Laubat, pair de France, lieutenant général des armées du roi, le 27 décembre 1814[32].
19. Mathieu Dumas, général, pair de France, le 27 décembre 1814[25].

1815
1. François Barthélemy, pair de France, le 6 janvier 1815[33].
2. Michel Marie Claparède, général, pair de France, le 17 janvier 1815[25].
3. Jean Antoine Verdier, général, pair de France, le 17 janvier 1815[25].
4. Gabriel Molitor, maréchal de France, grand chancelier de la Légion d'honneur, le 31 janvier 1815[25].
5. Honoré Charles Reille, maréchal de France, le 14 février 1815[25].
6. Honoré Théodore Maxime Gazan de La Peyrière, général, pair de France, le 14 février 1815[25].
7. Jean Dominique Compans, général, pair de France, le 14 février 1815[25].
8. Bertrand Clauzel, général de division, le 14 février 1815[34].
9. Philibert Jean-Baptiste Curial, général de division, le 14 février 1815[35].
10. Napoléon Ier, redevient grand maître de l'ordre le 20 mars 1815 (pendant les Cent-Jours).
11. Lazare Nicolas Marguerite Carnot, général de division, ministre de l'Intérieur (Cent-Jours)[36].
12. Louis XVIII, redevient grand maître de l'ordre le 8 juillet 1815.
13. Louis de Bruges, général, le 15 août 1815[25].
14. Étienne Tardif de Pommeroux de Bordesoulle, général de division, le 15 août 1815[37],[25].
15. François de Jaucourt, général, pair de France, le 28 septembre 1815[25].
16. Baron Louis, ministre des Finances, pair de France, le 28 septembre 1815[25].
17. Étienne-Denis Pasquier, ministre d'État, 28 septembre 1815[38].

1816
1. Charles-Philippe de France, Monsieur, frère du Roi, le 3 juillet 1816.
2. Louis de France, petit-fils de France, le 3 juillet 1816.
3. Charles-Ferdinand d'Artois, petit-fils de France, duc de Berry, le 3 juillet 1816[39].
4. Louis-Philippe d'Orléans, premier prince du sang, le 3 juillet 1816.
5. Louis, prince de Condé, prince du sang, le 3 juillet 1816.
6. Louis, duc de Bourbon, prince du sang, le 3 juillet 1816.

1817
1. Jacques de Maleville, jurisconsulte et homme politique, le 24 avril 1817.

1818
1. Louis-Emmanuel Corvetto, homme politique, le 10 décembre 1818.

1819
Aucun dignitaire français cette année-là.

### Années 1820
1820
1. David-Maurice-Joseph Mathieu de La Redorte, lieutenant général, pair de France, le 24 août 1820[40].
2. Eugène-Casimir Villatte, général, le 20 septembre 1820[25].
3. Joseph Rogniat, général, pair de France, le 8 octobre 1820[25].

1821
1. François-Xavier Donzelot, général de la Révolution, de l’Empire et de la Restauration, le 28 avril 1821.
2. Jacques Claude Beugnot, ministre d'État, le 1er mai 1821[41].
3. Alexandre Elisabeth Michel Digeon, général de la Révolution et de l’Empire, le 1er mai 1821[42].
4. Louis Jean-Baptiste Gouvion, lieutenant général, pair de France, le 1er mai 1821[43].
5. Louis Marie Levesque de Laferrière, général français de la Révolution et de l’Empire, le 1er mai 1821.
6. Joseph Lagrange, général français de la Révolution et de l’Empire, le 1er mai 1821.
7. Joseph Marie de Pernety, lieutenant général, le 1er mai 1821[44],[40].
8. Joseph Jérôme Siméon, juriste et homme politique, le 1er mai 1821.
9. Joseph Souham, général français de la Révolution et de l’Empire, le 1er mai 1821.

1822
1. Sylvain Charles Valée, général français du Premier Empire, anobli par Napoléon, gouverneur général d'Algérie, le 17 août 1822.

1823
1. Louis de Partouneaux, général de division, le 13 août 1823[45].
2. Emmanuel de Pastoret, avocat, homme de lettres et homme politique, le 19 août 1823.
3. Charles-Louis Huguet de Sémonville, grand référendaire de la Chambre des pairs, le 19 août 1823[46].
4. Armand Charles Guilleminot, général de la Révolution et de l’Empire, le 3 septembre 1823.
5. Étienne Pierre Sylvestre Ricard, général de la Révolution et de l’Empire, le 2 octobre 1823.

1824
1. Jean-Guillaume Hyde de Neuville, ministre, ambassadeur, député, le 8 juin 1824[47].
2. Marc-Antoine Bonnin de la Bonninière de Beaumont, lieutenant général, pair de France, le 19 août 1824[48].
3. Joseph Claude Marie Charbonnel, général, pair de France, le 20 août 1824[47].
4. Charles X, déjà grand-croix en 1816, devient roi de France et grand maître de l'ordre le 16 septembre 1824[49].

1825
1. Jean-Antoine Chaptal, pair de France, le 22 mai 1825[50].
2. Pierre-Simon de Laplace, pair de France, le 22 mai 1825[51].
3. Jacques-Pierre Orillard de Villemanzy, pair de France, le 22 mai 1825[52].
4. Antoine-Guillaume Rampon, général, pair de France, le 22 mai 1825[47],[53].
5. Louis de Ghaisne, comte de Bourmont, lieutenant général (fait maréchal de France en 1830), pair de France, le 23 mai 1825[54].
6. Olivier Macoux Rivaud de La Raffinière, général, le 23 mai 1825[47],[55].
7. Jean Dieudonné Lion, lieutenant général, le 23 mai 1825[47],[56].

1826
1. Jean Raymond Charles Bourke, lieutenant général, le 29 octobre 1826[57].
2. Anne Elisabeth Pierre de Montesquiou-Fezensac, pair de France, le 29 octobre 1826[58].

1827
1. François Roch Ledru des Essarts, général, pair de France, le 3 novembre 1827[47],[59].

1828
1. Henri Rottembourg, général, le 29 octobre 1828[47].
2. Pierre César Charles de Sercey, vice-amiral, pair de France, le 30 octobre 1828[47].
3. Pierre-Barthélémy Portal d'Albarèdes, ministre de la Marine, pair de France, le 31 octobre 1828[47].

1829
1. Jean-Baptiste Sylvère Gaye de Martignac, président du Conseil des ministres, le 8 août 1829.
2. Charles-Frédéric Reinhard, ministre des Affaires étrangères, ambassadeur, pair de France, le 28 août 1829[47].
3. Gaspard de Chabrol, préfet de la Seine, député, le 30 octobre 1829[47].
4. Jean-Marie Defrance, général, le 30 octobre 1829[47].
5. Louis François Coutard, général, député, le 30 octobre 1829[47].
6. Maximilien Gérard de Rayneval, ambassadeur, pair de France, le 26 novembre 1829[47].

### Années 1830
1830
1. Louis-Philippe Ier, déjà grand-croix en 1816, proclamé roi des Français, grand-maître de l'ordre le 9 août 1830.
2. Ferdinand-Philippe d'Orléans, prince royal, le 3 août 1830.
3. Louis d'Orléans (1814-1896), duc de Nemours , le 3 août 1830.
4. Georges Mouton de Lobau, maréchal de France, pair de France, le 19 août 1830[47].
5. Pierre Claude Pajol, général, pair de France, le 21 août 1830[47].
6. Rémy Joseph Isidore Exelmans, maréchal de France, pair de France, grand chancelier de la Légion d'honneur, le 21 août 1830[47].
7. Antoine Drouot, général, pair de France, le 16 octobre 1830[47].
8. Charles Antoine Morand, général, pair de France, le 16 octobre 1830[47].
9. Pierre Berthezène, général, pair de France, le 27 décembre 1830[47].

1831
1. Casimir de Rochechouart, duc de Mortemart, général, président du Conseil des ministres, le 8 janvier 1831[47].
2. Guy-Victor Duperré, ministre, amiral, pair de France, le 1er mars 1831[47].
3. Louis Jacob, amiral, pair de France, le 1er mars 1831[47].
4. Nicolas Léonard Bagert, général, pair de France, le 21 mars 1831[47].
5. François Roguet, général, pair de France, le 21 mars 1831[47].
6. Pierre-Benoît Soult, général, député, le 21 mars 1831[47].
7. Jean Pierre François Bonet, général, pair de France, le 20 avril 1831[47].
8. Charles Nicolas d'Anthouard de Vraincourt, général, pair de France, le 1er mai 1831[47].

1832
1. Antoine Jean Auguste Durosnel, général, pair de France, le 27 mai 1832[47].
2. Henri de Rigny, ministre des Affaires étrangères, amiral, le 12 août 1832[47].
3. Joseph-Marie Portalis, ministre, magistrat, pair de France, le 30 septembre 1832[47].

1833
1. François Nicolas Benoît Haxo, ingénieur militaire et général français de la Révolution et de l’Empire, le 9 janvier 1833.
2. Gabriel Neigre, général français du Premier Empire, le 9 janvier 1833.
3. Saint-Cyr Nugues, général français de la Révolution et de l’Empire, le 9 janvier 1833.
4. François-Alexandre Desprez, général de division du Premier Empire, le 23 janvier 1833.
5. Raymond Gaspard de Bonardi, général de la Révolution et de l’Empire, le 29 avril 1833.
6. Jean-Pierre Doumerc, général de division du Premier Empire, le 29 avril 1833.
7. Anne-Charles Lebrun, général français de la Révolution et de l’Empire, le 29 avril 1833.
8. Jean Isidore Harispe, militaire et homme politique français, maréchal de France, le 9 mai 1833.

1834
1. Joseph Alexandre Jacques Durant de Mareuil, diplomate et homme politique, le 30 mars 1834.
2. Dominique-Louis-Antoine Klein, général et homme politique français de la Révolution et de l’Empire, le 29 avril 1834.
3. Antoine-Jean-Matthieu Séguier, magistrat français, premier président de la Cour de Paris, pair de France, le 30 avril 1834.

1835
Aucun dignitaire français cette année-là.
1836
1. Albin Reine Roussin, amiral (Maréchal de France), pair de France, sénateur, 3 fois ministre de la Marine, ambassadeur de France à Constantinople, membre de l'Institut, le 19 janvier 1836.
2. Michel Silvestre Brayer, général français de la Révolution et de l’Empire, le 18 février 1836.
3. Étienne Heudelet de Bierre, général français de la Révolution et de l’Empire, le 18 février 1836.
4. Pierre Barrois, général français de la Révolution et de l'Empire, le 30 avril 1836.
5. Charles Jacques Nicolas Duchâtel, pair de France sous la monarchie de Juillet, le 30 avril 1836.
6. Louis Tirlet, général et député français de la Révolution et de l’Empire, le 30 avril 1836.
7. Victor de Broglie, homme d'État, le 30 avril 1836.

1837
1. Claude-Antoine-Gabriel de Choiseul, duc de Choiseul et pair de France, le 16 mai 1837.
2. Marie Étienne François Henri Baudrand, général français de la Restauration et pairs de France, le 30 mai 1837.
3. Louis-Victor de Caux de Blacquetot, pair de France, le 30 mai 1837[60].
4. Pierre David de Colbert-Chabanais, lieutenant général, pair de France, le 30 mai 1837[61].
5. Jacques-Antoine-Adrien Delort, général français du Premier Empire, le 30 mai 1837.
6. André Dupin, avocat, magistrat et homme politique, le 30 mai 1837.
7. Louis-Nicolas Lemercier, pair de France, le 30 mai 1837[62].
8. Jean-Baptiste Philibert Willaumez, vice-amiral, le 30 mai 1837.
9. Mathieu Molé, président du conseil, le 14 octobre 1837[63].

1838
1. Jean-Baptiste Juvénal Corbineau, général français de la Révolution et de l'Empire, le 5 mai 1838.
2. Charles de Flahaut, général et pair de France, le 5 mai 1838[64].

1839
1. François d'Orléans (1818-1900), prince de Joinville, le 1er janvier.
2. Simon Bernard, général et homme politique français de la Révolution et de l’Empire, le 9 mars 1839[65].

### Années 1840
1840
1. François Guizot, ministre des Affaires étrangères. Décret du 27 avril 1840.
2. Louis-Gustave Doulcet de Pontécoulant, pair de France. Décret du 27 mai 1840[66].
3. Jean Paul Adam Schramm, général français du Premier Empire. Décret du 17 août 1840.
4. Pierre II du Brésil, étranger. Décret du 7 décembre 1840[67].

1841
1. Pierre Roch Jurien de La Gravière, officier de marine. Décret du 22 juin 1841.
2. Antoine Aymard, général du Premier Empire.. Décret du 14 octobre 1841.
3. Élie Decazes, duc Decazes et duc de Glücksbierg, homme politique et industriel. Décret du 21 octobre 1841[68].

1842
1. Henri d'Orléans (1822-1897), duc d'Aumale. Décret du 28 avril 1842.

1843
1. Thomas Robert Bugeaud, maréchal de France. Décret du 9 avril 1843[69].
2. François Gédéon Bailly de Monthion, général et homme politique. Décret du 19 avril 1843.
3. Hugues de La Tour d'Auvergne-Lauraguais, cardinal. Décret du 25 avril 1843.
4. Guillaume Dode de la Brunerie, maréchal de France. Décret du 28 avril 1843[70].
5. Louis Doguereau, général de division. Décret du 28 avril 1843[71].
6. Camille de Montalivet, ministre de l'Intérieur, le 30 avril 1843[72]
7. Claude Antoine de Préval, général de division, pair de France. Décret du 25 mai 1843[73].
8. Louis-Clair de Beaupoil de Saint-Aulaire, homme politique. Décret du 3 juillet 1843.
9. Narcisse-Achille de Salvandy, ambassadeur à Turin. Décret du 19 octobre 1843[74],[75]. Décret du 19 octobre 1843.

1844
1. Charles-Joseph Bresson, diplomate et homme politique. Décret du 29 mars 1844.
2. Auguste Dejean, général de division. Décret du 14 avril 1844[76],[77].
3. Charles Claude Jacquinot, lieutenant général de la section de réserve. Décret du 14 avril 1844[78].
4. Louis Henri René Meynadier, général de la Révolution et de l’Empire. Décret du 14 avril 1844.
5. Virgile Schneider, ministre de la Guerre. Décret du 14 avril 1844.
6. Louis Napoléon Lannes, ambassadeur. Décret du 30 octobre 1844[79].

1845
1. Jean-François Jacqueminot, général et homme politique. Décret du 1er janvier 1845.
2. Tiburce Sébastiani, militaire et homme politique. Décret du 5 janvier 1845.
3. Emmanuel Halgan (amiral), vice-amiral, pair de France. Décret du 12 janvier 1845[80].
4. Raymond Aimery de Montesquiou-Fezensac, général et homme politique français de l’Empire. Décret du 13 avril 1845.
5. Louis Ernest Joseph Sparre, général de brigade du Premier Empire. Décret du 13 avril 1845[81].
6. Antoine Roy, homme politique et financier. Décret du 16 juillet 1845.
7. Adrien Jean-Baptiste du Bosc, général. Décret du 19 juillet 1845.
8. Claude du Campe de Rosamel, vice-amiral, pair de France. Décret du 29 juillet 1845[82].
9. Ange René Armand de Mackau, amiral et homme politique. Décret du 29 juillet 1845.
10. Nicolas Martin du Nord, garde des Sceaux, ministre de la Justice et des Cultes. Décret du 29 juillet 1845.
11. Antoine d'Orléans (1824-1890), duc de Montpensier. Décret du 9 novembre 1845.
12. Ibrahim Pacha, étranger, général, wali d'Égypte, Soudan, Syrie, Hedjaz, Morée, Thasos et Crète.

1846
1. Amédée Girod de l'Ain, pair de France. Décret du 19 avril 1846[83].
2. Prosper de Barante, baron de Barante, pair de France, conseiller d'État, membre de l'Académie française. Décret du 19 avril 1846[84].
3. Félix Barthe, pair de France, sénateur du Second Empire et premier président de la Cour des comptes. Décret du 19 avril 1846[85].
4. Michel Jacques François Achard, général de brigade du Premier Empire. Décret du 6 mai 1846[86].
5. Louis Marie Baptiste Atthalin, général et homme politique. Décret du 15 septembre 1846[87].
6. Tanneguy Duchâtel, ministre de l'Intérieur. Décret du 29 octobre 1846[88].
7. Eugène de Ligne, étranger, ambassadeur du royaume de Belgique en France. Décret du 22 août 1846[89].

1847
1. Boniface de Castellane, lieutenant général. Décret du 22 avril 1847[90].
2. Gaspard Gourgaud, général et homme politique. Décret du 22 avril 1847.
3. Jacques Bergeret, vice-amiral. Décret du 25 avril 1847.
4. Philippe-Paul de Ségur, général et historien. Décret du 28 avril 1847.
5. Charles Eugène de Lalaing d'Audenarde, général et homme politique. Décret du 19 août 1847.
6. Antoine, comte d'Argout, gouverneur de la Banque de France. Décret du 7 octobre 1847[91].
7. Jacques-Marie Cavaignac de Baragne. Décret du 7 octobre 1847[92].

1848
1. Louis-Napoléon Bonaparte, élu président de la République française, grand-maître de l'ordre le 10 décembre 1848.
2. Jacques-Gervais Subervie, général de division et grand chancelier de la Légion d'honneur. Décret du 11 décembre 1847.
3. Charles Baudin, amiral de France. Décret du 18 décembre 1847.

1849
1. Jean-Baptiste Philibert Vaillant, maréchal de France. Décret du 12 juillet 1849.
2. Jean Martin Petit, général de l’Empire. Décret du 15 août 1849.
3. Jean-Jacques Germain Pelet-Clozeau, général de l’Empire. Décret du 14 décembre 1849.
4. François Antoine Teste, général de division, baron d'Empire. Décret du 14 décembre 1849.

### Années 1850
1850
1. Philippe Antoine d'Ornano, militaire et homme politique. Décret du 9 août 1850[93].
2. Barthélemy Lasagni, président honoraire de la cour de cassation de Paris. Décret du 25 octobre 1850.

1851
1. Gaud-Amable Hugon, amiral et homme politique. Décret du 3 mai 1851.
2. Nicolas Oudinot, général de division. Décret du 4 mai 1851[94].
3. Achille Baraguey d'Hilliers, général, maréchal de France. Décret du 11 décembre 1851.
4. Alphonse Henri d'Hautpoul, général de division. Décret du 11 décembre 1851.
5. Bernard Pierre Magnan, général de division (depuis maréchal de France). Décret du 11 décembre 1851[95].
6. Jean-Thomas Arrighi de Casanova, général et homme politique. Décret du 12 décembre 1851.

1852
1. Charles de Morny, financier et homme politique. Décret du 2 décembre 1852[96].
2. Louis-Napoléon Bonaparte devient Napoléon III, empereur des Français, grand-maître de l'ordre le 2 décembre 1852.
3. Camillo Cavour, étranger, homme politique du royaume de Sardaigne. Décret du 21 février 1852[97].

1853
1. Napoléon-Jérôme Bonaparte, personnalité politique et militaire. Décret du 3 janvier 1853.
2. Anatole de la Woestine, général et homme politique. Décret du 14 janvier 1853.
3. Édouard Drouyn de Lhuys, diplomate et homme politique. Décret du 9 août 1853.
4. Jean Ernest Ducos de La Hitte, général de division, sénateur du Second Empire. Décret du 10 août 1853[98].
5. Jean-Baptiste Grivel, vice-amiral. Décret du 12 août 1853.
6. Armand Leroy de Saint-Arnaud, général puis maréchal de France, joue un rôle important dans la conquête de l'Algérie par la France. Décret du 23 décembre 1853.
7. Aimable Pélissier, général de division (ensuite maréchal de France), gouverneur général de l'Algérie en 1860. Décret du 24 décembre 1853[99].
8. Jacques Louis Randon, général puis maréchal de France, gouverneur de l'Algérie de 1851 à 1858. Décret du 24 décembre 1853.

1854
1. Alexandre Ferdinand Parseval-Deschênes, militaire et homme politique. Décret du 30 août 1854.
2. François-Adolphe de Bourqueney, diplomate et homme politique. Décret du 7 décembre 1854.
3. Mohamed Saïd Pacha, étranger, vice-roi d’Égypte de 1854 à 1863, le 29 novembre 1854[100].

1855
1. Pierre Jules Baroche, avocat et homme politique. Décret du 3 février 1855.
2. Jean-Martial Bineau, sénateur (du Second Empire). Décret du 4 février 1855[101].
3. François Certain de Canrobert, général, Maréchal de France. Décret du 20 mai 1855.
4. Pierre Magne, homme politique. Décret du 4 août 1855[102].
5. Pierre Bosquet, général de division commandant le 2e corps de l'Armée d'Orient . Décret du 22 septembre 1855[103].
6. Patrice de Mac Mahon, maréchal de France, grand-croix à titre militaire (ensuite élu président de la République en 1873).
7. Adolphe Niel, maréchal de France. Décret du 22 septembre 1855[104].
8. Jean-Alexandre de Bourjolly, général et sénateur du Second Empire. Décret du 28 décembre 1855.
9. Auguste Regnaud de Saint-Jean d'Angély, maréchal de France. Décret du 28 décembre 1855[105].
10. Louis de Rostolan, général de division commandant la 9e division militaire, sénateur (Second Empire). Décret du 28 décembre 1855[106].
11. Charles Jacques Pierre Abbatucci, garde des Sceaux, ministre secrétaire d'État au département de la Justice, le 30 décembre 1855[107].
12. Gilbert Alexandre Carrelet, général, sénateur du Second Empire. Décret du 30 décembre 1855[108].
13. Raymond-Théodore Troplong, juriste et homme politique. Décret du 30 décembre 1855.
14. Victor de Rouvroy de Saint-Simon, sénateur (Second Empire). Décret du 30 décembre 1855[109].

1856
1. Éloi Laurent Despeaux, général de la Révolution et de l’Empire. Décret du 7 février 1856.
2. Louis-Napoléon Bonaparte, à la naissance en tant que prince impérial. Décret du 16 mars 1856.
3. Achille Fould, banquier et homme politique. Décret du 18 mars 1856.
4. Ferdinand Hamelin, Amiral. Décret du 18 mars 1856.
5. Louis Tascher de La Pagerie, militaire du Premier Empire et homme politique du Second Empire. Décret du 21 mars 1856[110].
6. Alexandre Colonna Walewski, militaire, diplomate et homme politique. Décret du 31 mars 1856[111].
7. Victor de Persigny, ministre de l'intérieur. Décret du 16 juin 1856[112].
8. Lucien Murat, prince français. Décret du 16 juin 1856.
9. Émile Herbillon, général de division. Décret du 16 juin 1856[113].
10. Jacques-André Mesnard, juriste et homme politique. Décret du 16 novembre 1856.

1857
1. Pierre Chrétien Korte, général de division et sénateur du Second Empire. Décret du 18 mars 1857[114].
2. Jean-Baptiste Pelletier, général de division. Décret du 13 juin 1857[115].
3. Abel Aubert du Petit-Thouars, navigateur, explorateur et officier de marine français. Décret du 12 août 1857.
4. Aristide de La Ruë, général de division et sénateur du Second Empire. Décret du 13 août 1857[116].
5. Adolphe Billault, avocat et homme politique. Décret du 15 août 1857.
6. Jacques Camou, général de division. Décret du 17 octobre 1857[117].
7. Pierre Hippolyte Publius Renault, général de division. Décret du 25 octobre 1857.
8. Viala Charon, général de division. Décret du 31 décembre 1857.
9. Antoine Philippe Guesviller, sénateur et militaire. Décret du 31 décembre 1857.
10. Georges Létang, général de division et homme politique. Décret du 31 décembre 1857.

1858
1. Louis-Félix-Étienne Turgot, diplomate et homme politique. Décret du 18 septembre 1858.

1859
1. Élie-Frédéric Forey, maréchal de France. Décret du 21 mai 1859[118].
2. Émile Mellinet, général de division. Décret du 17 juin 1859[119].
3. Charles Émile de Laplace, général de division, sénateur du Second Empire. Décret du 7 août 1859[120].
4. Guillaume Stanislas Marey-Monge, général de division. Décret du 7 août 1859[121].
5. Antoine Simon Durrieu, général et homme politique. Décret du 24 octobre 1859.
6. Ernest Arrighi de Casanova, ministre de l'intérieur. Décret du 9 novembre 1859.
7. Joseph Romain-Desfossés, amiral de France. Décret du 31 décembre 1859[122].

### Années 1860
1860
1. Abd el-Kader, étranger, émir de Mascara, émir des Arabes. Décret du 5 août 1860[123]. Élevé à la dignité de grand-croix pour avoir sauvé plus de dix mille chrétiens lors du massacre de Damas en 1860[124]. Lors de la reconstruction du palais de la Légion d'honneur après l'incendie de 1871, Abd el-Kader sera parmi les plus généreux donateurs[125].
2. Eugène Rouher, homme de loi et homme politique français, l'un des principaux personnages du Second Empire. Décret du 25 janvier 1860.
3. Charles-Marie-Augustin de Goyon, général de division, sénateur (Second Empire), aide de camp de Napoléon III. Décret du 12 mai 1860[126].
4. Édouard Thouvenel, ministre des affaires étrangères. Décret du 14 juin 1860.
5. Claude Alphonse Delangle, avocat, magistrat et homme politique. Décret du 6 août 1860.
6. François Thomas Tréhouart, amiral de France. Décret du 12 août 1860.
7. Prosper de Chasseloup-Laubat, ministre de la Marine et des Colonies. Décret du 18 septembre 1860[127].
8. Joseph Vantini, dit « Yusuf », général. Décret du 19 septembre 1860.
9. Charles Cousin-Montauban, comte de Palikao, général de division. Décret du 26 décembre 1860[128].
10. Hubert Rohault de Fleury, général de division. Décret du 26 décembre 1860.

1861
1. Léonard Victor Charner, vice-amiral (depuis amiral de France). Décret du 10 février 1861[129].
2. Jean-Baptiste Louis Gros, diplomate français, surtout connu comme pionnier de la photographie. Décret du 7 mars 1861.
3. Charles de La Valette, diplomate, sénateur, ministre. Décret du 8 juillet 1861.

1862
1. Gustave Rouland, ministre du Second Empire. Décret du 30 décembre 1862[130],[131].
2. Georges Eugène Haussmann, préfet de Paris. Décret du 7 décembre 1862[132].
3. Alphonse de Grouchy, général de division, sénateur. Décret du 30 décembre 1862.

1863
1. Louis-Lucien, « prince Bonaparte », sénateur du Second Empire. Décret du 15 mars 1863[133].
2. Claude-Marius Vaïsse, sénateur du Second Empire, ministre de l'Intérieur, préfet du Rhône. Décret du 22 juin 1863[134].
3. François Achille Bazaine, général de division (depuis maréchal de France et sénateur du Second Empire). Décret du 2 juillet 1863, radié le 12 décembre 1873[135].
4. Pierre Marie Pietri, sénateur. Décret du 23 juillet 1863.
5. Adolphe Barrot, diplomate et homme politique. Décret du 14 août 1863.
6. Jean-Baptiste Dumas, membre de l'Institut de France. Décret du 14 août 1863[136].
7. Edmond de Martimprey, général de division. Décret du 30 décembre 1863.
8. Rama IV, étranger, roi de Thaïlande.

1864
1. Gustave Olivier Lannes de Montebello, général de division. Décret du 2 septembre 1864[137].
2. Paul Boudet, ministre. Décret du 6 novembre 1864[138].
3. Charles Rigault de Genouilly, amiral, ministre de la Marine sous le Second Empire. Décret du 31 décembre 1864.

1865
1. Édouard Jean Étienne Deligny, général de division. Décret du 7 juin 1865.
2. Adelbert Lebarbier de Tinan, vice-amiral. Décret du 11 août 1865[139].

1866
1. Édouard, comte Waldner de Freundstein, général de division, sénateur du Second Empire. Décret du 12 août 1866[140].
2. Antoine X Alfred Agénor, 10e duc de Gramont (1819-1880), ambassadeur de France en Autriche. Décret du 14 août 1866[141].
3. Vincent Benedetti, diplomate français, ami personnel de l'empereur Napoléon III. Décret du 27 août 1866.
4. Charles d'Autemarre d'Erville, général de division. Décret du 21 décembre 1866[142].
5. Edmond Le Bœuf, maréchal de France, ministre de la Guerre, le 21 décembre 1866[143].
6. Charlemagne de Maupas, homme politique. Décret du 28 décembre 1866.

1867
1. Louis Henri Armand Béhic, sénateur du Second Empire, ancien ministre. Décret du 20 janvier 1867[144].
2. Léonel de Moustier (1817-1869), ministre des Affaires étrangères[réf. à confirmer]. Décret du 9 juin 1867[145].
3. Adolphe Vuitry, avocat, économiste et homme politique. Décret du 4 août 1867[146].
4. Henri de La Tour d'Auvergne-Lauraguais, diplomate, ministre des Affaires étrangères sous le Second Empire. Décret du 10 août 1867.
5. Paul de Ladmirault, général de division. Décret du 11 août 1867[147].
6. Eugène Daumas, général de division et sénateur du Second Empire, le 28 décembre 1867[148].
7. Ismaïl Pacha, étranger, khédive d’Égypte et du Soudan.

1868
1. Adolphe de Forcade Laroquette, homme politique. Décret du 14 août 1868.
2. Eugène Ier Schneider, industriel et homme politique. Décret du 14 août 1868.
3. Louis d'Aurelle de Paladines, général de division. Décret du 28 décembre 1868[149].
4. Édouard Bouët-Willaumez, vice-amiral, sénateur du Second Empire. Décret du 30 décembre 1868[150].

1869
1. Adolphe de Monet, général. Décret du 13 mars 1869.
2. Ernest de Royer, avocat, magistrat et homme politique, premier président de la Cour des comptes. Décret du 17 mars 1869[151].
3. Félix Esquirou de Parieu, homme d'État. Décret du 14 août 1869[152].
4. Ferdinand Marie, vicomte de Lesseps, diplomate et entrepreneur. Décret du 19 novembre 1869[153].
5. Gaston d'Audiffret, homme politique, administrateur et économiste. Décret du 28 décembre 1869[154].

### Années 1870
1870
1. Jean-Jacques Uhrich, général de division. Décret du 6 octobre 1870[155].
2. Camille Clément de La Roncière-Le Noury, vice-amiral. Décret du 8 décembre 1870[155].
3. Charles Victor Frébault, général de division, gouverneur de Guadeloupe. Décret du 16 décembre 1870[155],[156].
4. Joseph Vinoy, général de division. Décret du 16 décembre 1870[155],[157].
5. Achille d'Exéa-Doumerc, général. Décret du 16 décembre 1870[158].

1871
1. Louis d'Hugues, général de division. Décret du 7 janvier 1871.
2. François de Chabaud-Latour, général de division. Décret du 7 janvier 1871[159].
3. Alphonse Simon Guiod, général de division. Décret du 7 janvier 1871.
4. Louis Henri de Gueydon, vice-amiral. Décret du 28 janvier 1871.
5. Aimé Reynaud, amiral. Décret du 28 janvier 1871.
6. Adolphe Thiers, président de la République (31 août), grand maître de l'ordre. Décret du 21 février 1871.
7. Charles Denis Bourbaki, général de division. Arrêté du 20 avril 1871.
8. Jérôme Bisson, général de division. Arrêté du 20 avril 1871.
9. Ernest Courtot de Cissey, général de division. Arrêté du 20 avril 1871.
10. Nicolas Changarnier, général de division. Arrêté du 22 avril 1871. Il refuse cette distinction.
11. Louis Narcisse Chopart, amiral. Arrêté du 5 mai 1871.
12. Charles Nicolas Vergé du Taillis-Bürglin, général de division. Arrêté du 24 juin 1871.
13. Jules de Laveaucoupet, général de division. Arrêté du 24 juin 1871.
14. Félix Douay, général de division. Arrêté du 18 juillet 1871.

1872
- Pas d'attribution.

1873
1. Élie de Gontaut-Biron, homme politique et diplomate. Décret du 16 mars 1873.
2. Patrice de Mac Mahon, déjà grand-croix (depuis 1855), président de la République, grand maître de l'ordre le 24 mai 1873.
3. Henri Espivent de La Villesboisnet, général de division. Décret du 28 mai 1873[160].
4. Joseph Édouard de La Motte-Rouge, général de division. Décret du 11 octobre 1873[161].
5. Jules Tripier, général de division. Décret du 11 octobre 1873.

1875
1. Michel-Eugène Chevreul, chimiste. Décret du 5 janvier 1875.
2. Charles-Édouard Princeteau, général de division. Décret du 7 janvier 1875[162].
3. Joseph Alexandre Picard, général de division. Décret du 3 février 1875.
4. Barthélémy Lebrun, général de division. Décret du 3 février 1875.
5. Ferdinand-François-Auguste Donnet, cardinal archevêque de Bordeaux. Décret du 3 mars 1875[163].
6. Jules Forgeot, général de division. Décret du 6 mai 1875.
7. Philippe Touchard, amiral, administrateur colonial et homme politique. Décret du 10 mai 1875.
8. François Grenier, général de division. Décret du 3 août 1875.

1876
1. Edmond Jurien de La Gravière, vice-amiral et auteur. Décret du 4 janvier 1875.
2. Henri Jules Bataille, général de division. Décret du 11 janvier 1876[164].

1877
1. Martin Fourichon, vice-amiral, administrateur colonial et homme politique. Décret du 3 juillet 1877.
2. Louis Decazes, diplomate et un homme politique. Décret du 28 novembre 1877.
3. Pierre-Gustave Roze, amiral. Décret du 4 décembre 1877.

1878
1. Joseph Pourcet, général de division. Décret du 4 avril 1878.
2. Antoine Alfred Eugène Chanzy, général de division. Décret du 22 août 1878[165].

1879
1. Gustave Canu, général de division. Décret du 13 janvier 1879.
2. Charles-Frédéric de Bonnemains, général de division. Décret du 13 janvier 1879.
3. Jean Bernard Jauréguiberry, amiral, ministre. Décret du 14 janvier 1879.
4. Jules Grévy, président de la République française, grand-maître de l'ordre le 30 janvier.
5. Gaston d'Orléans, comte d'Eu (1842-1922).

### Années 1880
1880
1. Louis Faidherbe, général de division et grand chancelier de la Légion d'honneur. Décret du 3 février 1880.
2. Orphis Léon Lallemand, général de division. Décret du 3 février 1880.
3. Louis Joseph Le Poittevin de La Croix-Vaubois, général de division. Décret du 3 février 1880.
4. Louis Pierre Alexis Pothuau, vice-amiral, ministre de la Marine et des Colonies. Décret du 1er avril 1880.
5. Hugues Fournier, sénateur, ambassadeur à Constantinople. Décret du 28 mai 1880[166].
6. Charles Raymond de Saint-Vallier, sénateur, ambassadeur à Berlin. Décret du 12 juillet 1880[167].
7. François-Edmond Pâris, vice-amiral. Décret du 12 juillet 1880.
8. Albert Cambriels, général de division. Décret du 12 juillet 1880.
9. Sigismond Guillaume de Berckheim, général de division. Décret du 12 juillet 1880.
10. Georges Ier, roi des Hellènes, étranger[67].

1881
1. François-Auguste Mignet, écrivain, historien et journaliste français. Décret du 12 janvier 1881.
2. Georges Cloué, officier de marine, administrateur colonial et homme politique. Décret du 5 juillet 1881.
3. Louis Pasteur, membre de l'Institut de France. Décret du 7 juillet 1881[168].
4. Isidore Garnier, général de division. Décret du 24 octobre 1881.

1882
1. Félix Pélissier, général de division. Décret du 6 juillet 1882.
2. Faustin Hélie, magistrat, criminaliste et jurisconsulte. Décret du 12 juillet 1882[169].
3. Henri Garnault, amiral. Décret du 28 décembre 1882.
4. Auguste Henri Brincourt, amiral. Décret du 29 décembre 1882.

1883
1. Charles Joseph François Wolff, général de division. Décret du 9 juillet 1883.
2. Isidore Pierre Schmitz, général de division. Décret du 9 juillet 1883.
3. Charles-Joseph Tissot, archéologue français, pionnier de l'exploration de l'Afrique du Nord ancienne. Décret du 10 juillet 1883.

1884
1. Achille Ernest Vuillemot, général de division. Décret du 4 mars 1884.
2. Jules François Émile Krantz, vice-amiral, ministre de la Marine et des Colonies. Décret du 8 juillet 1884.

1885
1. Édouard Campenon, général de division. Décret du 2 janvier 1885.

1886
1. Félix Antoine Appert, général de division, ambassadeur de France en Russie. Décret du 26 février 1886[170].
2. Jean-Joseph Farre, général de division. Décret du 10 juillet 1886.
3. Amédée Louis Ribourt, vice-amiral. Décret du 15 octobre 1886.
4. Siméon Bourgois, vice-amiral, préfet maritime. Décret du 24 décembre 1886[171].
5. Constantin Ier, étranger, roi des Hellènes, le 13 décembre 1886[172].

1887
1. Léopold Davout (1829-1904), général de division, grand-chancelier de l'ordre de la Légion d'honneur. Décret du 5 janvier 1887.
2. Joseph Eugène Dumont, général. Décret du 5 janvier 1887.
3. Benjamin Jaurès, amiral, ambassadeur et ministre. Décret du 14 janvier 1887.
4. Victor Duperré, vice-amiral. Décret du 12 juillet 1887.
5. Gaston de Galliffet, général. Décret du 12 juillet 1887.
6. Louis Ernest Schneegans, général de division. Décret du 12 juillet 1887.
7. Félix Gustave Saussier, général, gouverneur militaire de Paris. Décret du 12 juillet 1887.
8. Alexandre Peyron, vice-amiral, ministre de la Marine et des Colonies de 1883 à 1885. Décret du 20 octobre 1887.
9. Sadi Carnot, président de la République française, grand maître de l'ordre. Décret du 2 décembre 1887.
10. Louis de Colomb, général de division. Décret du 29 décembre 1887.
11. Victor Février, général de division. Décret du 29 décembre 1887.

1888
1. Alphonse Charles Delebecque, général. Décret du 5 juillet 1888.
2. Charles-André de La Jaille, général et homme politique. Décret du 5 juillet 1888.
3. Jules Lewal, général. Décret du 5 juillet 1888.
4. Auguste Cornat, général de division. Décret du 28 décembre 1888.
5. François Bressonnet, général de division. Décret du 28 décembre 1888.
6. Porfirio Díaz, étranger, président des États-Unis mexicains. Décret du 31 janvier 1888.
7. Rodrigo Augusto da Silva[173], étranger, ministre et sénateur brésilien, par décret du 18 décembre 1888.

1889
1. Adolphe Alphand, ingénieur des ponts et chaussées. Décret du 4 mai 1889[174].
2. Léonard-Léopold Forgemol de Bostquénard, général. Décret du 4 mai 1889.
3. Jean-Baptiste Billot, général de division, membre du conseil supérieur de la guerre, sénateur. Décret du 8 juillet 1889[175].
4. Louis Charles Georges Jules Lafont, vice-amiral. Décret du 9 juillet 1889.
5. Ernest Meissonier, peintre. Décret du 29 octobre 1889.
6. Charles Amet, vice-amiral. Décret du 30 octobre 1889.

### Années 1890
1890
1. Jules Aimé Bréart, général de division. Décret du 30 décembre 1890[176].

1891
1. Louis Tirman, préfet, conseiller d'état honoraire, et sénateur. Décret du 18 avril 1891[176].
2. François Achille Thomassin, général Décret du 29 décembre 1891.
3. René-Edmond Thomasset, amiral. Décret du 30 décembre 1891.

1892
1. Henri Berge, général de division. Décret du 30 décembre 1892.
2. Joseph Arthur Dufaure du Bessol, général de division. Décret du 30 décembre 1892.
3. Abbas II Hilmi, étranger, khédive d’Égypte de 1892 à 1914. Décret du 27 janvier 1892[100].
4. Prince Georges de Grèce, étranger[177].

1893
1. Charles Warnet, général de division. Décret du 5 juillet 1893.

1894
1. Ambroise Thomas, compositeur. Décret du 15 mai 1894.
2. Auguste Lefèvre, vice-amiral et homme politique. Décret du 16 juin 1894.
3. Jean Casimir-Perier, président de la République française, grand maître de l'ordre.
4. Oscar de Négrier, général. Décret du 10 juillet 1894.
5. Charles Duperré, amiral. Décret du 28 décembre 1894.

1895
1. Félix Faure, président de la République française, grand maître de l'ordre.

1896
1. Jules Herbette, diplomate. Décret du 13 mai 1896.
2. Joseph Vincendon, général. Décret du 10 juillet 1896.
3. Paul Dubois, sculpteur. Décret du 15 juillet 1896.
4. Marcellin Berthelot, chimiste, essayiste, historien des sciences et homme politique. Décret du 26 juillet 1896.
5. Octave Gréard, pédagogue et universitaire. Décret du 19 novembre 1896[178], par décret du 19 novembre 1896.
6. Auguste Victorin de Cramezel de Kerhué, général. Décret du 29 décembre 1896.
7. Alphonse Chodron de Courcel, diplomate et homme politique. Décret du 31 décembre 1896.
8. Paul Alexandre Détrie, général. Décret du 31 décembre 1896.
9. Pierre Nikolaïevitch de Russie, grand-duc de Russie, étranger, grand-croix le 4 mars 1896[179] ; petit frère du grand-duc Nicolas Nikolaïevitch de Russie.
10. Nicolas Nikolaïevitch de Russie, étranger, grand duc de Russie, grand-croix le 20 décembre 1896[180] ; grand frère du grand-duc Pierre Nikolaïevitch de Russie.

1897
1. Hervé Faye, astronome. Décret du 25 janvier 1897.
2. Édouard-Fernand Jamont, général. Décret du 12 juillet 1897.
3. Adolphe Fabre, général de division. Décret du 12 juillet 1897.
4. Henri Rieunier, vice-amiral ministre de la Marine, membre de l'Assemblée nationale. Décret du 12 juillet 1897[181].
5. Amédée de Cools, baron, général. Décret du 29 décembre 1897[182].
6. François Auguste Logerot, général et ministre de la Guerre, le 29 décembre 1897[183].
7. Charles-Eugène Galiber, vice-amiral, brièvement Ministre de la Marine et des Colonies. Décret du 31 décembre 1897.

1898
1. Félix Coiffé, général. Décret du 11 juillet 1898.
2. Itō Hirobumi, Premier ministre du Japon, le 29 avril 1898, étranger.

1899
1. Émile Loubet, président de la République française, grand maître de l'ordre. Décret du 18 février 1899.
2. Charles Bégin, général de division. Décret du 6 juin 1899.
3. Gustave Lannes de Montebello, ambassadeur en Russie. Décret du 25 août 1899[184].
4. Laurent Giovanninelli, général de division. Décret du 24 octobre 1899.
5. Félix Hervé, général de division. Décret du 24 octobre 1899.

### Années 1900
1900
1. Alfred Picard, ingénieur, administrateur et vice-président du Conseil d'État. Décret du 12 avril 1900.
2. Eugène Guillaume, sculpteur. Décret du 16 août 1900.
3. Ernest Hébert, peintre. Décret du 16 août 1900.
4. Édouard Laferrière, jurisconsulte. Décret du 4 octobre 1900[185].
5. Charles Édouard de La Jaille, amiral. Décret du 9 octobre 1900[186].
6. Léon Bonnat, peintre. Décret du 14 décembre 1900[187].

1901
1. Jacques Duchesne, général de division. Décret du 11 juillet 1901[188].
2. Alfred Gervais, vice-amiral, chef d'état-major de la Marine. Décret du 30 juillet 1901[189].
3. Régis Voyron, général de division. Décret du 17 septembre 1901[188].
4. Édouard Pottier, vice-amiral. Décret du 20 septembre 1901[190], par le président de la République le 9 avril 1902.
5. Victor-Emmanuel III, roi d'Italie[191], par décret du 17 janvier 1901, étranger.
6. Paul Eyschen, homme d'Etat luxembourgeois[192], étranger.

1902
1. Alfred Dodds, général de division français, métis par ses deux parents. Décret du 11 juillet 1902[193].
2. Emmanuel Henri Victurnien de Noailles, diplomate. Décret du 29 août 1902[194].

1903
1. Paul Cambon, diplomate. Décret du 11 juillet 1903[195].

1904
1. Camille Barrère, diplomate. Décret du 13 juillet 1904.
2. Joseph Brugère, général. Décret du 29 décembre 1904.
3. Léon Frédéric Hubert Metzinger, général de division. Décret du 29 décembre 1904.

1905
1. François Ernest Fournier, amiral. Décret du 21 octobre 1905.
2. Joseph Gallieni, maréchal de France. Décret du 6 novembre 1905.

1906
1. Justin de Selves, homme d'État. Décret du 26 janvier 1906.
2. Louis Lépine, avocat et homme politique, préfet de police, créateur de la brigade criminelle et du concours Lépine. Décret du 26 janvier 1906[196].
3. Armand Fallières, président de la République française, grand maître de l'ordre. Décret du 18 février 1906.
4. Edgard de Maigret, vice-amiral. Décret du 8 mai 1906 (JO du 19 mai 1906)[197].
5. Ernest Reyer, compositeur. Décret du 22 juillet 1906.

1907
1. Victorien Sardou, auteur dramatique. Décret du 13 janvier 1907.
2. Gustave Noblemaire, ingénieur des mines et industriel. Décret du 30 mars 1907.
3. Armand Théodore Servière, général de division. Décret du 12 juillet 1907.
4. Georges-Auguste Florentin, général de division et grand chancelier de la Légion d'honneur de 1901 à 1918. Décret du 13 juillet 1907.
5. Alfred Chauchard, homme d'affaires et collectionneur d'art français. Décret du 5 août 1907.

1908
1. Louis Herson, général de division. Décret du 11 juillet 1908.
2. Jules Cambon, diplomate et haut fonctionnaire, membre de l'Académie française. Décret du 13 juillet 1908[198].

1909
1. Charles Touchard, vice-amiral. Décret du 11 juin 1909[199].
2. Henri de Lacroix, général. Décret du 11 juillet 1909.
3. Henri Guillaume Thoumazou, intendant général. Décret du 11 juillet 1909.
4. Louis Liard, philosophe, directeur de l'enseignement supérieur et vice-recteur de l'Université de Paris. Décret du 15 juillet 1909[200].
5. Georges Coulon, vice-président du Conseil d'État. Décret du 20 juillet 1909[201].
6. Jean Baptiste Jules Dalstein, général de division. Décret du 30 décembre 1909.

- An XIII
- An XIV
- 1806
- 1807
- 1809
- 1810
- 1815
- 1820
- 1830
- 1840
- 1850
- 1860
- 1900
- 1950
- 1960
- 1990
- 2000
- 2010
- 2020

### Années 1910
1910
1. Léonce Caillard, amiral. Décret du 14 août 1910.

1911
1. Maurice Bailloud, général de division. Décret du 18 janvier 1911[202].
2. Alexis Ballot-Beaupré, magistrat. Décret du 18 janvier 1911[203].
3. Paul Dislère, polytechnicien. Décret du 14 août 1911.

1912
1. Charles Aubert, vice-amiral. Décret du 31 décembre 1912.
2. Édouard de Galles, prince héritier du Royaume-Uni, étranger.

1913
1. Camille Saint-Saëns, compositeur. Décret du 11 janvier 1913.
2. Joseph-Alphonse Philibert, vice-amiral. Décret du 25 janvier 1913.
3. Raymond Poincaré, président de la République française, grand-maître de l'ordre. Décret du 18 février 1913.
4. Georges Louis, ambassadeur de France en Russie. Décret du 9 juin 1913.
5. Paul Pau, général français. Décret du 10 juillet 1913.
6. Hubert Lyautey, maréchal. Décret du 17 septembre 1913.
7. Horace Jauréguiberry, vice-amiral. Décret du 31 décembre 1913.

1914
1. Ernest Lavisse, historien. Décret du 16 janvier 1914[204].
2. Joseph Joffre, général (élevé à la dignité de maréchal de France en 1916). Décret du 11 juillet 1914[205].
3. Louis Archinard, général. Décret du 11 juillet 1914.
4. Charles Bouchard, médecin. Décret du 30 juillet 1914.
5. Augustin Dubail, général. Décret du 18 septembre 1914[206].
6. Michel Joseph Maunoury, maréchal de France. Décret du 18 septembre 1914.
7. Fernand de Langle de Cary, général d'armée. Décret du 20 novembre 1914.

1915
1. Édouard de Castelnau, général d'armée. Décret du 8 octobre 1915.
2. Ferdinand Foch, général, élevé à la dignité de maréchal de France en 1918. Décret du 8 octobre 1915.
3. Eugène de Jonquières, amiral. Décret du 28 octobre 1915.

1916
1. Maurice Sarrail, général. Décret du 11 janvier 1916.
2. Pierre Auguste Roques, général de division, l'un des premiers organisateurs de l'aviation militaire française. Décret du 11 janvier 1916.
3. Edgard de Trentinian, général de division. Décret du11 janvier 1916.
4. Hussein Kamal, étranger, sultan d'Égypte en 1914. Décret du 4 juillet 1916[207].

1917
1. Augustin Gérard, général de division. Décret du 16 mai 1917.
2. Louis Franchet d'Espèrey, général de division (maréchal de France en 1921). Décret du 12 juillet 1917[208].
3. Paul Muteau, général de division. Décret du 13 juillet 1917[209].
4. Alexandre Percin, ministre de la Guerre. Décret du 13 juillet 1917.
5. Albert Sartiaux, polytechnicien, personnalité des chemins de fer. Décret du 13 juillet 1917.
6. Philippe Pétain, général, élevé à la dignité de maréchal de France en 1918. Décret du 24 août 1917, radié le 15 août 1945[210]
7. Prince Albert du Royaume-Uni, futur George VI, étranger[211][réf. à confirmer]

1918
1. Jean-Marie Brulard, général de division. Décret du 12 janvier 1918.
2. Adolphe Guillaumat, général d'armée. Décret du 10 juillet 1918.
3. Émile Fayolle, général, élevé à la dignité de maréchal de France en 1921. Décret du 10 juillet 1918.
4. Henri Gouraud, général. Décret du 28 décembre 1918, insignes remis par le maréchal Pétain le 25 janvier 1919[212].
5. Paul Hymans, homme politique belge. Décret du 13 décembre 1918, étranger.
6. Alexandre Ier, roi des Hellènes, étranger. Décret du 8 mars 1918[213].

1919
1. Dominique Gauchet, vice-amiral. Décret du 24 janvier 1919.
2. Pierre Alexis Ronarc'h, amiral. Décret du 24 janvier 1919[199].
3. Pierre Ange Marie Le Bris, vice-amiral. Décret du 24 janvier 1919[214].
4. Charles Mangin, général d'armée. Décret du 6 juillet 1919.
5. Paul Prosper Henrys, général de division. Décret du 28 décembre 1919.
6. Zakarie-Basil Zaharoff. Décret du 26 juillet 1919, étranger[199].

### Années 1920
1920
1. Charles Laurent, haut fonctionnaire et homme d'affaires, premier président de la Cour des comptes. Décret du 16 janvier 1920[215].
2. Fernand Chapsal, homme politique. Décret du 17 janvier 1920.
3. Paul Deschanel, président de la République française, grand maître de l’ordre. Décret du 18 février 1920.
4. Eugène Tisserand, inspecteur général de l'agriculture. Décret du 11 mai 1920.
5. Paul Maistre, général de division. Décret du 10 juillet 1920[216].
6. Auguste Édouard Hirschauer, général de division. Décret du 11 juillet 1920.
7. Georges Pallain, haut fonctionnaire français, gouverneur de la Banque de France. Décret du 22 août 1920.
8. Émile Roux, médecin, bactériologiste et immunologiste. Décret du 23 août 1920.
9. Jean Jules Jusserand, diplomate et historien. Décret du 6 septembre 1920.
10. Alexandre Millerand, président de la République française, grand-maître de l'ordre. Décret du 10 juillet 1920.
11. Robert Nivelle, général de division. Décret du 28 décembre 1920.
12. Pierre Famin, général d'infanterie coloniale. Décret du 30 décembre 1920.
13. Fouad Ier, étranger, sultan (1917-1922) puis roi (1922-1936) d’Égypte et du Soudan. Décret du 15 novembre 1920[207].

1921
1. Jean-Baptiste Rouchon-Mazerat, officier de marine, conseiller d’Etat. Décret du 30 janvier 1921.
2. Jean-Baptiste Marchand, général de division. Décret du 25 février 1921[217].
3. Ferdinand-Jean-Jacques de Bon, amiral. Décret du 12 juillet 1921.
4. Auguste Boué de Lapeyrère, vice-amiral, ministre de la Marine. Décret du 12 juillet 1921.
5. Lucien Lacaze, amiral et homme politique. Décret du 12 juillet 1921.
6. Albert Rouyer, vice-amiral. Décret du 12 juillet 1921.
7. Léon Heuzey, archéologue. Décret du 31 juillet 1921.
8. Louis Viaud dit Pierre Loti, officier de marine et écrivain, membre de l'Académie française. Décret du 29 décembre 1921[218].

1922
1. Ion I. C. Brătianu, Premier ministre de Roumanie[219].
2. Henri Berthelot, général de division. Décret du 8 juin 1922.
3. António José de Almeida, président de la République portugaise, étranger. Décret du 8 juin 1922[220].
4. Pierre Berdoulat, général de division, un des quatre fameux « B » de la bataille de la Somme. Décret du 29 décembre 1922.

1923
1. Gabriel Fauré, compositeur, membre de l’Institut de France. Décret du 31 janvier 1923[221].
2. Jean-Marie Degoutte, général de division. Décret du 6 juillet 1923.
3. Claude Alombert-Goget, contrôleur général de l'Armée. Décret du 4 août 1923.
4. Pierre de Margerie, diplomate. Décret du 7 août 1923.
5. Daniel Mérillon, homme politique. Décret du 9 novembre 1923.
6. Marie-Eugène Debeney, général d'armée. Décret du 27 décembre 1923[222].
7. Edmond Buat, général de division. Décret du 29 décembre 1923[223].
8. Charlotte (grande-duchesse de Luxembourg), étranger[224],[225]
9. Félix de Luxembourg, étranger, prince consort de Luxembourg[224],[225].
10. Albert Devèze (1881-1959), ministre de la Défense nationale belge, étranger, ministre d’État.
11. Benito Mussolini, étranger, remise par le ministre du Commerce Lucien Dior à l'occasion de la foire de Milan[226],[227].

1924
1. Ernest Roume, ancien gouverneur général de l'Afrique-Occidentale française. Décret du 24 février 1924[199].
2. Maurice Pellé, général. Décret du 15 mars 1924 (Journal officiel du 16 mars 1924), veille de la mort de l’intéressé[228].
3. Gaston Doumergue, président de la République française, grand maître de l’ordre. Décret du 13 juin 1924.
4. Jean César Graziani, général de division. Décret du 11 juillet 1924.
5. Charles Lanrezac, général d'armée. Décret du 1er septembre 1924.
6. Jean-Alban Bergonié, médecin, spécialiste de cancérologie. Décret du 27 novembre 1924.
7. Maxime Weygand, général. Décret du 6 décembre 1924[199].
8. Émile Guépratte, vice-amiral. Décret du 12 décembre 1924.
9. Achille Louis, ingénieur du génie maritime. Décret du 12 décembre 1924.
10. Joseph Valentin, général de division. Décret du 28 décembre 1924[199].
11. Tafari Mekonnen, étranger, futur Haïlé Sélassié Ier, empereur d'Éthiopie. Décret du 25 mai 1924.

1925
1. Albert d'Amade, général de division. Décret du 30 janvier 1925[229].
2. Albert Delatour, économiste français de l'école libérale. Décret du 7 février 1925.
3. Henri Salaün, vice-amiral. Décret du 23 juin 1925[230].
4. Marcel Cottez, général de division. Décret du 9 juillet 1925.
5. Louis Sarrut, magistrat. Décret du 24 juillet 1925[231].
6. Paul Appell, mathématicien. Décret du 10 octobre 1925.
7. Bonaventura Cerretti, nonce apostolique[232].
8. Charles Nollet, général de division. Décret du 22 décembre 1925.
9. Fénelon Passaga, général de division. Décret du 22 décembre 1925.

1926
1. Victor Michel Rault, président du gouvernement du bassin de la Sarre. Décret du 17 avril 1926[233].
2. Albert Besnard, peintre, décorateur et graveur. Décret du 30 avril 1926[234].
3. Henri le Rond, général de corps d'armée. Décret du 23 mai 1926.
4. Edmond Boichut, général de division. Décret du 10 juin 1926.
5. Paul Leblois, général de division. Décret du 10 juin 1926[235].
6. Antoine-Louis Targe, général de division. Décret du 10 juillet 1926[199].
7. Georges Robineau, gouverneur de la banque de France. Décret du 26 août 1926.
8. André Massenet, général de corps d'armée. Décret du 10 juin 1926.
9. Félix Adolphe Robillot, général de division. Décret du 21 décembre 1926[236].

1927
1. Jean Merveilleux du Vignaux, vice-amiral. Décret du 8 janvier 1927.
2. Frédéric-Georges Herr, général de division. Décret du 7 juillet 1927.
3. Edme Philipot, général de corps d'armée. Décret du 7 juillet 1927.
4. Charles Alexis Vandenberg, général de division, gouverneur du Grand Liban de 1924 à 1925. Décret du 7 juillet 1927.
5. Georges Payelle, haut fonctionnaire et magistrat. Décret du 19 août 1927.
6. Henri Albert Niessel, général de division. Décret du 23 décembre 1927.
7. John Dal Piaz, armateur. Décret du 26 décembre 1927.
8. Sisavang Vong (1885-1959), roi de Luang Prabang (de 1904 à 1945), roi du Laos (de 1946 à 1959), étranger.

1928

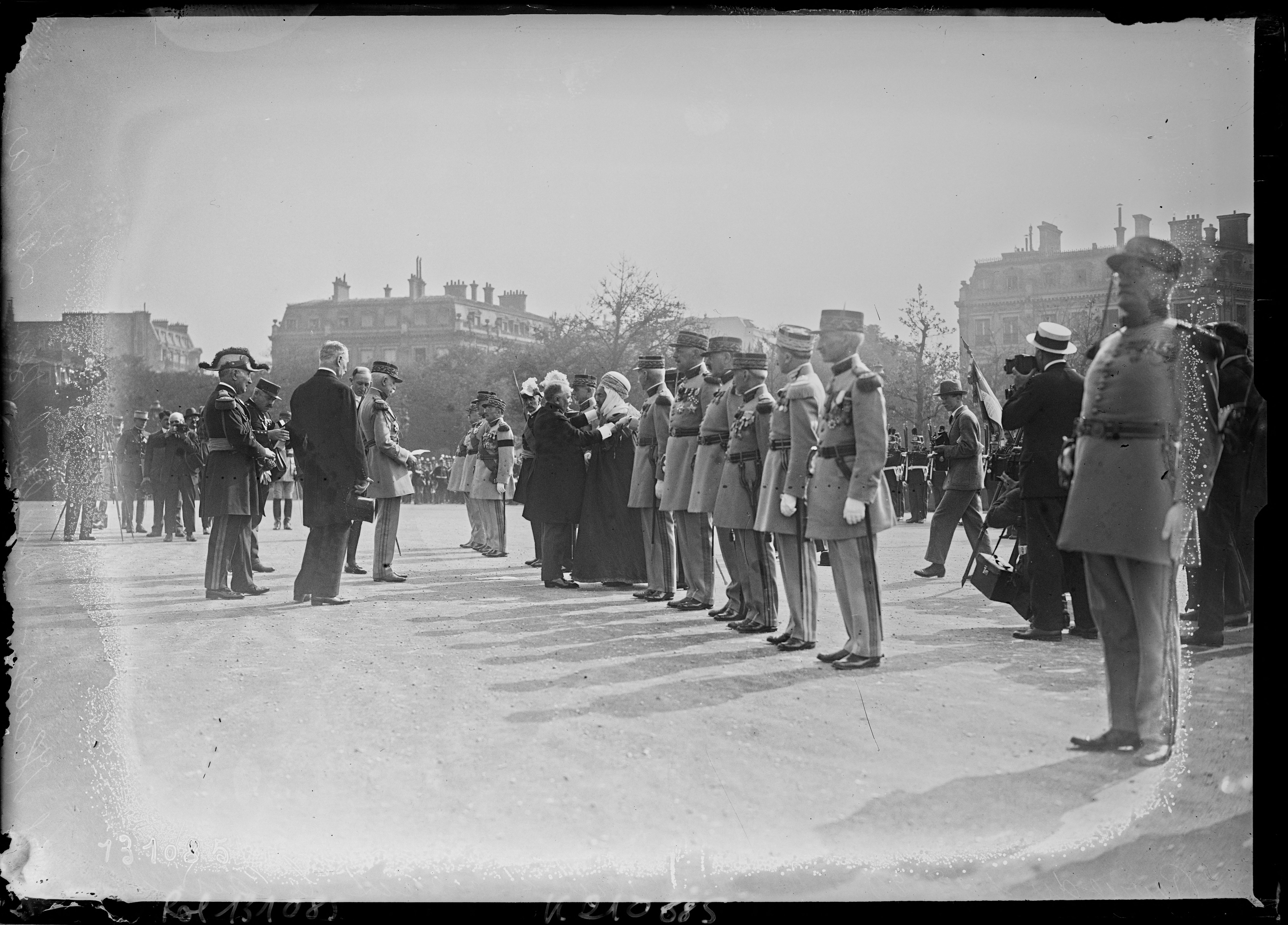
Remise de la décoration de grand-croix de la Légion d'honneur le 14 juillet 1928 à Si El Hadj-Djelloul Ben Lakhdar par le président Gaston Doumergue.

1. Albert Calmette, médecin et bactériologiste militaire. Décret du 2 janvier 1928.
2. Gaston Grandclément, vice-amiral, préfet maritime de Bizerte. Décret du 14 janvier 1928.
3. Émile Daeschner, diplomate. Décret du 19 avril 1928.
4. Paul-Amable Jéhenne, vice-amiral. Décret du 30 juin 1928.
5. Djelloul Ben Lakhdar, bachaga des Larbaa (Algérie française). Décret du 11 juillet 1928[237],[125],[238].
6. Victor René Boëlle, général de division. Décret du 11 juillet 1928[239],[237].
7. Maurice de Lamothe, général de division. Décret du 11 juillet 1928[237].
8. Henri Simon (en), général de division. Décret du 11 juillet 1928[199],[237].
9. Maurice Bloch, premier président de la Cour des comptes. Décret du 12 août 1928[240].
10. Pierre Georges Duport, général de division. Décret du 28 décembre 1928.
11. Paul Vieille, inspecteur général des poudres. Décret du 28 décembre 1928.
12. Mohammed V, sultan du Maroc[241] (roi du Maroc en 1957), étranger. Décret du 6 juillet 1928.

1929
1. Fulgence Bienvenüe, père du métro de Paris. Décret du 29 janvier 1929[242].
2. Louis Fatou, vice-amiral. Décret du 12 janvier 1929[243].
3. Albert Daugan, général de division. Décret du 6 juillet 1929[244].
4. Alexandre Lasnet, médecin-général inspecteur, le 6 juillet 1929.
5. Si Mouley Ould Si Mohammed Ben Miloud, bachagha des Amours et Ksour (Algérie française). Décret du 6 juillet 1929[125],[245].
6. Clément Colson, haut fonctionnaire et économiste français. Décret du 13 juillet 1929.
7. Charles Magnette, président du Sénat de Belgique, étranger. Décret du 22 octobre 1929.

### Années 1930
1930
1. Louis-Hippolyte Violette, vice-amiral, célèbre pour être l'inventeur du périscope. Décret du 15 janvier 1930.
2. Henri Bergson, philosophe. Décret du 29 mars 1930.
3. Jules-Théophile Docteur, amiral. Décret du 14 avril 1930.
4. Si Bouaziz ben M'hamed ben Gana, bachaga des Zibans (Algérie française). Décret du 29 avril 1930[125],[246].
5. Robert Bourgeois, général et homme politique. Décret du 8 juillet 1930.
6. Émile Victor Giraud, général de division. Décret du 8 juillet 1930.
7. Émile Moreau, gouverneur de la Banque de France. Décret du 9 août 1930.
8. Si Sahraoui Ben Mohamed ou Sahraoui Belhadj, bachaga de Trézel (Algérie française). Décret du 13 août 1930[247],[125],[248],[249].
9. Abderrahmane Ben Mahmoud Ou Rabam ou Abderrahmane Ourabah, bachaga (Algérie française). Décret du 13 août 1930[125],[248].
10. Jules-Émile Hallier, 	vice-amiral. Décret du 10 octobre 1930.
11. Charles Jacquemot, général de division. Décret du 31 décembre 1930.
12. Joseph Henri Raymond Toubert, médecin-général inspecteur de l'armée. Décret du 31 décembre 1930.

1931
1. Paul Doumer, président de la République française, grand-maître de l'ordre. Décret du 13 juin 1931.
2. Jean Vidalon, général de division. Décret du 10 juillet 1931.
3. Maurice Balfourier, général de division. Décret du 10 juillet 1931.
4. Arsène d'Arsonval, médecin, physicien et inventeur. Décret du 9 octobre 1931[250].
5. Edmond Labbé, enseignant et premier directeur général du sous-secrétariat d'État à l'enseignement technique en 1920. Décret du 28 août 1931.
6. Gustave Paul Lacapelle, général de corps d'armée. Décret du 17 octobre 1931[251].
7. Stanislas Naulin, général de division. Décret du 30 décembre 1931.

1932
1. Gustave Ferrié, ingénieur et général français, pionnier de la radiodiffusion. Décret du 15 février 1932.
2. Patrick Peltier (1865-1936), général de division. Décret du 12 mars 1932.
3. Théodore Lescouvé, magistrat. Décret du 14 avril 1932[252].
4. Émile Picard, mathématicien, académicien. Décret du 14 avril 1932[253].
5. Albert Lebrun, président de la République française, grand maître de l'ordre. Décret du 10 mai 1932.
6. Augustin Eugène Mariaux, général, gouverneur des Invalides et directeur du musée de l'Armée. Décret du 12 mai 1932.
7. Charles Brécard, général d’armée, grand chancelier de la Légion d’honneur de 1940 à 1944. Décret du 8 juillet 1932[254].
8. Maurice Gamelin, général, commande l'Armée française pendant la drôle de guerre de 1939-1940. Décret du 8 juillet 1932.
9. Étienne Sainte-Claire Deville, ingénieur militaire, inventeur du canon de 75 millimètres français avant la Première Guerre mondiale. Décret du 8 juillet 1932.
10. Théodore Tissier, juriste et homme politique. Décret du 29 juillet 1932.
11. Georges Schwob d'Héricourt, président et administrateur de sociétés. Décret du 21 octobre 1932[255].
12. Jacques Vindry, vice-Amiral. Décret du 9 novembre 1932.

1933
1. Désiré Lucien Vallier (1871-1959), général de division des troupes coloniales. Décret du 6 janvier 1933[256],[257].
2. Julien Dufieux, général d'armée. Décret du 6 janvier 1933.
3. Ferdinand Brunot, linguiste et philologue. Décret du 3 juillet 1933.
4. Pierre Guinand, premier président de la Cour des comptes. Décret du 7 juillet 1933[258].
5. Louis Maurin, général et homme politique. Décret du 7 juillet 1933[259].
6. Camille Ragueneau, général de division. Décret du 7 juillet 1933.
7. Charles Aubert, général de division. Décret du 7 juillet 1933.
8. François Marjoulet, général de division. Décret du 7 juillet 1933.
9. Jules Gautier, président de section au Conseil d'État. Décret du 11 juillet 1933.
10. Émile Hergault, général de division. Décret du 30 décembre 1933.
11. Joseph Marie Gabriel Zaigue, intendant général de 1ère classe. Décret du 30 décembre 1933.
12. Georges Durand-Viel, vice-amiral. Décret du 30 décembre 1933.
13. Henri Claudel, général de division. Décret du 30 décembre 1933[260].

1934
1. Joseph-Édouard Barès, général, pionnier de l'aviation militaire. Décret du 4 janvier 1934.
2. Joseph Vuillemin, général de brigade commandant de l'aviation. Décret du 13 janvier 1934[261].
3. Marius Vallod, général de division, vice-président du Conseil supérieur de l'air, inspecteur général de l'Armée de l'air. Décret du 27 janvier 1934.
4. Fernand Goubeau, général de division. Décret du 5 juillet 1934.
5. Henri Peltier, général de brigade des troupes coloniales. Décret du 5 juillet 1934.
6. Hyacinthe Vincent, médecin, connu principalement pour ses travaux sur la fièvre typhoïde et la gangrène gazeuse. Décret du 5 juillet 1934.
7. Gaston d'Armau de Pouydraguin, général. Décret du 11 juillet 1934[262].
8. François Anthoine, général de division. Décret du 11 juillet 1934.
9. Henry Victor Deligny, général de division. Décret du 11 juillet 1934.
10. Jean Estienne, général de division. Décret du 11 juillet 1934.
11. Élie de Riols de Fonclare, général de division. Décret du 11 juillet 1934.
12. Robert Lelong, ingénieur du génie maritime. Décret du 12 juillet 1934.
13. André Bénac (1858-1937), directeur général honoraire au ministère des Finances, membre du Conseil national de l'ordre de la Légion d'honneur. Décret du 24 juillet 1934[263].
14. Charles Lyon-Caen, Juriste. Décret du 24 juillet 1934.

1935
1. Camille Walch (1870-1947), général d'armée. Décret du 2 janvier 1935.
2. Georges Despret, industriel verrier. Décret du 16 janvier 1935.
3. Octave Benjamin Herr, vice-amiral. Décret du 10 juillet 1935.
4. Philippe Paul Matter, AET, soldat, général de division. Décret du 11 juillet 1935.
5. Victor d'Urbal, général de division. Décret du 11 juillet 1935.
6. Louis de Goÿs de Mézeyrac, général d'armée aérienne. Décret du 12 juillet 1935[264].
7. Marcel Prévost, homme de lettres. Décret du 25 juillet 1935[265].
8. Paul Bourget, écrivain et essayiste, membre de l'Académie française. Décret du 25 juillet 1935.
9. Jules Carde, administrateur colonial français, gouverneur général de l'AOF et de l'Algérie. Décret du 23 octobre 1935.
10. Alphonse Georges, général d'armée. Décret du 31 décembre 1935.

1936
1. Louis Renault, industriel. Décret du 18 janvier 1936.
2. Charles Belhague, général, inspecteur général du génie pendant l'entre-deux-guerres et président de la Commission d'organisation des régions fortifiées qui conçut la ligne Maginot. Décret du 7 juillet 1936.
3. Paul Mignot, général de division. Décret du 4 août 1936.
4. Georges Risler, industriel et réformateur social français. Décret du 7 août 1936.
5. Jean-Jacques Carence, général de division. Décret du 30 décembre 1936.
6. Georges Robert, amiral, principalement connu dans son rôle de Haut commissaire du régime de Vichy pour les territoires français d'outre-mer de l'Atlantique Ouest (Antilles-Guyane et Saint-Pierre-et-Miquelon). Décret du 30 décembre 1936.

1937
1. Joseph Bédier, philologue romaniste français, spécialiste de la littérature médiévale. Décret du 30 janvier 1937.
2. Eugène Mittelhausser, général d'armée français, chef d'état-major de l'armée tchécoslovaque en 1920. Décret du 30 juin 1937.
3. Maurice de Barescut, général de division. Décret du 16 juillet 1937[266].
4. Sébastien Charléty, historien français. Décret du 30 juillet 1937.
5. Paul Matter, magistrat. Décret du 5 août 1937.
6. Victor Denain, général et homme politique français. Décret du 23 novembre 1937
7. Mohammed ben Adballah Bensaci (1878-1951), cadi à Constantine (Algérie française). Décret du 23 novembre 1937[125],[267].
8. François Darlan, amiral et un homme d’état français. Décret du 21 décembre 1937.
9. Gaston Billotte, général. Décret du 23 décembre 1937.
10. Joseph Bech, ministre d'État du grand-duché de Luxembourg, grand-croix en juillet 1937, étranger[268].
11. Reza Chah, chah d’Iran (de 1925 à 1941), étranger. Décret du 5 juillet 1937[269].
12. Farouk, roi d’Égypte (de 1936 à 1952), étranger. Décret du 26 juillet 1937[207].

1938
1. Louis Henri Auguste Polin, médecin militaire. Décret du 5 janvier 1938.
2. Édouard Branly, physicien et médecin. Décret du 4 février 1938.
3. Philippe Bunau-Varilla, ingénieur des mines, homme d'affaires, ministre plénipotentiaire de la république du Panama. Décret du 30 mars 1938[270].
4. Fernand Rault, médecin colonel du 115e régiment d'infanterie. Décret du 17 juin 1938[271].
5. Antoine Huré, général. Décret du 8 juillet 1938[272].
6. Louis Rondenay, général de division. Décret du 8 juillet 1938.
7. Henri Chardon, haut fonctionnaire, conseiller d'État de 1885 à 1936. Décret du 13 juillet 1938.
8. Paul Léon, directeur général de l'École des Beaux-Arts. Décret du 31 octobre 1938[273].
9. Bertrand Pujo, général d'armée aérienne. Décret du 13 décembre 1938.

1939
1. Gabriel Hanotaux, ministre des affaires étrangères et écrivain. Décret du 3 janvier 1939[274].
2. André-Gaston Prételat, général d'armée. Décret du 18 janvier 1939.
3. Ben Abdelkrim Ahmed ben Abdelkader, bachagha de sidi-Aïssa (Algérie française). Décret du 28 janvier 1939[125],[275],[276].
4. Kaddour Benghabrit, haut fonctionnaire et fondateur de l’institut musulman de la Grande Mosquée de Paris (Algérie française). Décret du 27 février 1939[277].
5. Charles Noguès, général d'armée. Décret du 26 juin 1939.
6. Louis Lumière, ingénieur et industriel français. Décret du 5 août 1939[278],[279].
7. Louis Martin, médecin et bactériologiste. Décret du 5 août 1939.
8. Paul Armengaud, aviateur. Décret du 31 décembre 1939.
9. Henri Bineau, général de division. Décret du 31 décembre 1939.
10. Henry Freydenberg, général de corps d'armée. Décret du 31 décembre 1939.
11. Jean de Laborde, amiral, connu pour avoir ordonné le sabordage de la flotte française à Toulon le 27 novembre 1942 afin d'éviter qu'elle ne tombe aux mains des Allemands. Décret du 31 décembre 1939.
12. Mohammad Reza Pahlavi, prince héritier, chah d'Iran (de 1941 à 1979), étranger. Décret du 15 juin 1939[269].

### Années 1940
1940
1. Ferréol François Gabriel Lefort, général de corps d'armée, directeur du génie de 1929 à 1933, joue un rôle important dans la phase de conception et de construction de la ligne Maginot. Décret du 16 mars 1940.
2. Antoine Rodes, général de division. Décret du 3 mai 1940[280].
3. Jean-Marie Charles Abrial, vice-amiral. Décret du 30 mai 1940.
4. Jean-Pierre Esteva, amiral et homme politique français. Décret du 3 juillet 1940.
5. Pierre Héring, général de corps d'armée. Décret du 4 juillet 1940.
6. Philippe Pétain, déjà grand-croix (en 1917), chef de l'État français, grand maître de l'ordre, le 11 juillet 1940. Radié le 15 août 1945[210].
7. Henri Giraud (militaire), général. Décret du 23 août 1940.
8. Georges Blanchard, général d'armée. Décret du 16 décembre 1940.

1941
1. Robert Touchon, général de corps d'armée. Inscriptions aux tableaux spéciaux le 20 juillet 1941[281].

1942
1. Benoît Besson, général d'armée. Décret du 16 novembre 1942.
2. Moncef Bey, bey de Tunis, étranger. Décret du 2 juillet 1942[282].

1943
1. Émile Duplat, amiral. Décret no 3112 du 21 décembre 1943, paru dans le JORF du 23 décembre 1943, p. 3267.
2. Édouard Welvert, général de division, le 25 avril 1943, mort au combat en Tunisie[283].
3. Dwight David Eisenhower, général, étranger. Décret du 29 mai[284].

1945
1. Valerio Valeri, cardinal, étranger (Vatican), 9 janvier 1945[285].
2. Jean de Lattre de Tassigny, général (élevé à la dignité de maréchal de France à titre posthume le 15 janvier 1952). Décret du 10 février 1945.
3. Georges Catroux, Compagnon de la Libération, général d'armée. Décret du 10 mai 1945.
4. Alphonse Juin, général (élevé à la dignité de maréchal de France en 1952). Décret du 10 mai 1945.
5. Philippe Leclerc de Hauteclocque, général (élevé à la dignité de Maréchal de France à titre posthume par décret du 23 août 1952). Décret du 10 mai 1945.
6. René Bouscat, général d'armée aérienne. Décret du 16 juin 1945[286].
7. Paul Doyen, général de corps d'armée. Décret du 18 juin 1945.
8. Lakhdar Ben Mohamed Brahimi, bachagha à Bir-Rabalou (Algérie française). Décret du 12 juillet 1945[287],[288],[125].
9. Belkacem Ben Djelloul Ferhat, bachagha à Teniet-El-Llaad (Algérie française), fils de Djelloul Ben Lakhdar. Décret du 12 juillet 1945[125],[288].
10. Abdelkader Tekkouk, bachagha de la Zaouta de Bouguirat (Algérie française). Décret du 12 juillet 1945[289],[288].
11. Khelifa Ould Larbi Benaffane, bachagha à La Mekerra (Algérie française). Décret du 12 juillet 1945[289],[288].
12. Abdelaziz Ben Si Smail Ben Masrali Ali Masrali (? - 1952), bachagha à Mesaaba (Algérie française). Décret du 13 juillet 1945[289],[290],[291].
13. Dehilis Ben Djelloul Ferhat (1877-1945), bachagha de Larbaa (Algérie française), fils de Djelloul Ben Lakhdar. Décret du 13 juillet 1945[289],[290].
14. Charles de Gaulle, président du gouvernement provisoire, grand maître de l'ordre, le 13 novembre 1945.
15. Joseph de Goislard de Monsabert, compagnon de la Libération, général d'armée. Décret du 18 novembre 1945.
16. Si Mohamed Tazi, pacha de Fès, étranger. Décret du 12 octobre 1945.
17. Gueorgui Joukov, maréchal de l'Union soviétique, étranger.

1946
1. Félix Gouin, président du gouvernement provisoire, grand maître de l'ordre. Décret du 23 janvier 1946.
2. Pierre Mortier, homme politique et journaliste. Décret du 8 mars 1946[292].
3. Paul Langevin, physicien. Décret du 13 mai 1946.
4. Paul Dassault, général d'armée en 1947 et grand chancelier de la Légion d'honneur de 1944 à 1959. Décret du 29 mai 1946.
5. Georges Thierry d'Argenlieu, amiral, Compagnon de la Libération. Décret du 6 juin 1946.
6. Georges Bidault, président du gouvernement provisoire, grand maître de l'ordre. Décret du 19 juin 1946.
7. Henri Rouvillois, médecin général et inspecteur général du Service de santé des armées, président du Comité consultatif de santé, président de l'Académie nationale de médecine et président de la Société d'entraide de la Légion d'honneur. Décret du 5 juillet 1946
8. Antoine Béthouart, compagnon de la Libération, général d'armée. Décret du 10 juillet 1946.
9. Paul Beynet, général de corps d'armée. Décret du 22 juillet 1946.
10. Gabriel Cochet, général de brigade aérienne. Décret du 7 septembre 1946.
11. Henry Martin, général de corps d'armée. Décret du 27 septembre 1946.
12. Jean Marie Le Bec, inspecteur général des finances. Décret du 26 novembre 1946.
13. Douglas MacArthur, étranger, général américain, le 14 décembre 1946[293].

1947
1. Vincent Auriol, président de la République française, grand maître de l'ordre, 16 janvier 1947.
2. Belgacem Mahieddine (1876 - ?), bachagha (Algérie française). Décret du 9 avril 1947[289],[294].
3. Georges Cahen-Salvador, haut fonctionnaire. Décret du 5 juin 1947.
4. Jean Touzet du Vigier, général de corps d’armée. Décret du 3 octobre 1947.
5. Mohamed Mustapha Benbadis (1868-1951), homme politique, (Algérie française). Décret du 15 octobre 1947[295].
6. Philippe Livry-Level, colonel de l'armée de l'air. Décret du 31 décembre 1947.

1948
1. Charles Le Coq de Kerland, colonel de réserve et membre du Conseil de la magistrature. Décret du 14 janvier 1948.
2. Louis-Alexandre Audibert, responsable de la résistance intérieure française. Décret du 29 décembre 1948 et prise de rang le 11 mars 1949[296].
3. Princesse Élisabeth, étranger, duchesse d'Édimbourg (future Élisabeth II, reine du Royaume-Uni).

1949
1. Jean Houdemon, général d'armée aérienne. Décret du 25 janvier 1949[297].
2. Jean Taurines, homme politique et résistant. Décret du 28 février 1949[297].
3. Mohammed Benelmouaz, bachaga honoraire, conseiller général à Aflou (Algérie française). Décret du 27 mai 1949[298],[297].
4. Martial Valin, général d'armée aérienne. Décret du 30 juin 1949[297].
5. Mohamed Ben Mohamed Chérif Benaly Chérif ou Mohamed Benalycherif, bachagha des douars Chellata, Ighram et Bouhamza (Algérie française). Décret du 23 juillet 1949[297],[299],[300].
6. Tahar Salah, bachagha (Algérie française). Décret du 23 juillet 1949[297],[300].
7. Raoul Magrin-Vernerey, général. Décret du 2 août 1949[297].
8. Pierre Kœnig, général (élevé à la dignité de maréchal de France à titre posthume en 1984). Décret du 25 août 1949[297].
9. Joseph-François Reste, administrateur colonial français, gouverneur général de l'Afrique-Équatoriale française et gouverneur de Côte d'Ivoire. Décret du 10 décembre 1949[297].
10. Joseph Louis Andlauer, administrateur supérieur de la Sarre, général de corps d'armée. Décret du 14 décembre 1949[301],[297].
11. Herbert Vere Evatt, ministre des Affaires étrangères d'Australie, étranger, le 26 mars 1949[302].
12. Mohammad Zaher Shah, roi d’Afghanistan, étranger, le 7 décembre 1949[303].

### Années 1950
1950
1. Lucien Loizeau, général de corps d'armée. Décret du 1er mars 1950.
2. Jules Le Bigot, amiral. Décret du 10 mai 1950.
3. Émile Borel, mathématicien, ministre. Décret du 8 août 1950[304].
4. Robert Altmayer, général de corps d'armée. Décret du 5 septembre 1950[305].
5. André Lemonnier, amiral. Décret du 5 septembre 1950.
6. Louis Tardy, ingénieur agronome et un banquier qui a joué un rôle significatif dans l'histoire du Crédit agricole. Décret du 8 décembre 1950.

1951
1. Paul Dumanois, amiral. Décret du 10 février 1951.
2. Emmanuel Monick, haut fonctionnaire, résistant et banquier français. Décret du 15 février 1951.
3. Paul Legentilhomme, général d’armée, compagnon de la Libération. Décret du 17 mars 1951.
4. Édouard Réquin, général d’armée. Décret du 17 mars 1951.
5. Abdelaziz Ben Abid, bachagha (Algérie française). Décret du 11 avril 1951[289],[306],[307].
6. Michel Joseph Sablé, vice-amiral. Décret du 27 juin 1951.
7. Paul Claudel, écrivain, membre de l'Académie française. Décret du 20 août 1951[308],[309].
8. Albert Caquot, ingénieur. Décret du 21 décembre 1951.

1952
1. Jules Feuillade, officier de marine. Décret du 26 mars 1952.
2. Robert Massenet-Royer de Marancour, général d'armée, as de l'aviation. Décret du 5 juin 1952.
3. Zinovi Pechkoff, général et diplomate, ancien ambassadeur de France au Japon. Décret du 12 juillet 1952
4. Pierre Assié, ingénieur et résistant. Décret du 13 juillet 1952.
5. René Chouteau, général d'armée. Décret du 20 août 1952.
6. Augustin Guillaume, général d'armée, commande les groupes de tabors marocains en 1943-1945. Médaillé militaire. Décret du 20 août 1952 publié au JO du 28 août 1952.
7. Raoul Salan, général de corps d'armée, commandant en chef des forces terrestres, maritimes et aériennes en Extrême-Orient. Décret du 28 août 1952.
8. Georges Lecomte, homme de lettres, secrétaire perpétuel de l'Académie française. Décret du 10 septembre 1952[310].
9. Jean L'Herminier, officier de marine, commandant du sous-marin Casabianca. Décret du 28 octobre 1952[311].
10. Jaime Torres Bodet, étranger, directeur général de l'UNESCO, le 16 décembre 1952[312].

1953
1. Jacques Parisot, médecin civil (santé publique) et militaire durant les deux guerres mondiales. Décret du 3 mars 1953[313].
2. Jules Renault, médecin. Décret du 3 mars 1953.
3. Charles Léchères, chef d'état-major de l'Armée de l'air. Décret du 18 août 1953.
4. Félix Aulois, homme politique. Décret du 17 septembre 1953.
5. André François-Poncet, ambassadeur. Décret du 8 octobre 1953.
6. Georges de Bazelaire, général de division, défenseur de la rive gauche de la Meuse à Verdun. Décret du 5 novembre 1953[314].
7. Jean Callies, général d'armée. Décret du 5 novembre 1953.
8. Jean Van Houtte, étranger, Premier ministre belge[315].
9. M. Lara, ministre des Affaires étrangères de Costa Rica, étranger, le 26 mars 1953[316].
10. Matthew Ridgway, commandant suprême des Forces alliées de l’OTAN, étranger, le 29 juin 1953[317].

1954
1. René Coty, président de la République française, grand-maître de l'ordre, le 16 janvier 1954.
2. Marcel Flouret, résistant, haut fonctionnaire et dirigeant français. Décret du 15 janvier 1954.
3. Ulrich Stoffels d'Hautefort, colonel. Décret du 25 février 1954.
4. Slimane Bendali, bachagha (Algérie française). Décret du 4 mars 1954[318],[289],[306],[319].
5. Célestin Sieur, chirurgien militaire français, médecin général inspecteur. Décret du 15 avril 1954.
6. René Massigli, ambassadeur de France. Décret du 29 octobre 1954 (JORF du 4 novembre 1954).
7. Léon Binet, professeur de physiologie français, spécialiste de la réanimation cardiaque. Décret du 3 novembre 1954.
8. François de Linares, général de corps d'armée, commande le 3e régiment de tirailleurs algériens (3e RTA) en 1943-1944. Décret du 4 novembre 1954.
9. Michel Buot de l'Épine, général de brigade, commandant en chef à Rabat. Décret du 13 novembre 1954.
10. Édouard Corniglion-Molinier, pilote de chasse, général de division de l'armée de l'air. Décret du 7 décembre 1954.
11. Paul Tarascon, as de la Première Guerre mondiale, résistant de la Deuxième Guerre mondiale. Décret du 28 décembre 1954[320].
12. Alfred Gruenther, général de la United States Army, Commandement allié Atlantique, étranger, le 16 décembre 1954[321].
13. Cortlandt Van Schuyler (en), général de la United States Army, étranger, le 16 décembre 1954[322].

1955
1. Eugène Molle, général de corps d'armée. Décret du 29 avril 1955.
2. Charles Braconnier (sl), général de corps d'armée et résistant. Décret du 11 mai 1955[323].
3. Pierre-Louis Bourgoin, compagnon de la Libération et homme politique français. Décret du 27 mai 1955.
4. Eugène-Léon Rivet, vice-amiral d'escadre. Décret du 8 juin 1955.
5. René d'Arnaud de Vitrolles, général. Décret du 30 juin 1955.
6. Edmond Faral, universitaire. Décret du 12 juillet 1955[324],[325].
7. Jean Marie, ingénieur du génie maritime, président de la compagnie générale transatlantique. Décret du 12 juillet 1955[326].
8. Si Ahmed ben si Mohamed Lahrech, bachagha (Algérie française). Décret du 13 juillet 1955[289],[306],[327].
9. Léopold Justinard, colonel d'infanterie. Décret du 16 juillet 1955.
10. Pierre Boyer de Latour du Moulin, général d’armée, commande le 2e groupe de tabors marocains en 1943-1945. Titulaire de 24 citations. Décret du 1er août 1955 publié au JO du 11 août 1955.
11. Raymond Duval, général. Décret du 6 août 1955.
12. Edgard de Larminat, compagnon de la Libération, général d'armée. Décret du 5 novembre 1955.
13. Hervé de Penfentenyo, vice-amiral d'escadre. Décret du 8 décembre 1955.

1956
1. Gaston Ramon, directeur de l'Office international des épizooties. Décret du 18 janvier 1956[328].
2. Alfred Heurtaux, général, député et résistant français. Décret du 19 janvier 1956.
3. Marcel Carpentier, général d'armée. Décret du 9 mars 1956.
4. Rieul Victor Ghislain, général de division. Décret du 14 mai 1956.
5. Charles Gustave Hanote, général de corps d'armée. Décret du 14 mai 1956.
6. Paul Louis Anne Toulorge, général. Décret du 14 mai 1956.
7. Georges Degois, haut-fonctionnaire. Décret du 27 juin 1956.
8. Marcel Dassault, ingénieur, constructeur d'avions. Décret du 10 juillet 1956[329].
9. Jean-Baptiste Lachenaud, contrôleur général. Décret du 16 juillet 1956.
10. Joseph Magnan, général d'armée. Décret du 16 juillet 1956.
11. Louis Christiaens, député du nord, ancien secrétaire d’État aux Forces armées et à l’Air. Décret du 3 août 1956[330],[331].
12. Paul Bondis, général de corps d'armée. Décret du 15 octobre 1956.
13. Georges Leblanc, général de corps d’armée, commande le 1er groupe de tabors marocains en 1943-1945. Titulaire de 24 citations. Décret du 15 octobre 1956 publié au JO du 16 octobre 1956.
14. Auguste Lacolley, général de brigade aérienne. Décret du 15 décembre 1956.
15. Juscelino Kubitschek, président de la république fédérative du Brésil, étranger[332].
16. Karl Ivan Westman, ambassadeur de Suède en France, étranger, le 2 mars 1956[333].
17. Josip Broz Tito, président de la république fédérative socialiste de Yougoslavie, étranger, le (7 mai 1956).
18. Frederika de Hanovre, reine des Hellènes, 5 juin 1956, étranger[334].
19. Jules Guillaume, étranger, baron, ambassadeur de Belgique en France[335].

1957
1. Jacques Hadamard, mathématicien. Décret du 23 février 1957[336].
2. Édouard Gamas, officier de marine. Décret du 6 mars 1957.
3. Roger Noiret, général d'armée, commandant en chef des Forces françaises en Allemagne, président du comité militaire des parlementaires de l’OTAN, député des Ardennes. Décret du 18 mars 1957.
4. Julien Cain, administrateur de la Bibliothèque nationale et déporté. Décret du 28 mars 1957[337].
5. Jean Ganeval, général de corps d'armée, secrétaire général militaire de la présidence de la République. Décret du 28 mars 1957[338].
6. Paul Ély, général d'armée. Décret du 20 juin 1957.
7. Eugène Tisserant, orientaliste et cardinal. Décret du 4 octobre 1957[339].
8. André Kientz, général de division. Décret du 22 octobre 1957.
9. Henri Nomy, amiral, pilote d’aéronavale et résistant. Décret du 31 décembre 1957.
10. Alfred Loesch, grand maréchal de la cour (grand-ducal du Luxembourg), étranger, en juin 1957[340]
11. Prince Philip, duc d'Édimbourg, étranger.

1958
1. Henri Zeller, général d'armée. Décret du 1er février 1958.
2. Georges Brouardel, président de l'Académie nationale de médecine en 1945 et de la Croix-Rouge française. Décret du 15 février 1958[341].
3. Eirik Labonne, diplomate. Décret du 17 février 1958.
4. Pierre Régnier, militaire. Décret du 19 avril 1958.
5. Robert Jacomet, contrôleur général. Décret du 1er juillet 1958.
6. Roger Miquel, général de corps d'armée. Décret du 1er juillet 1958.
7. Martial Granier, lieutenant-colonel de cavalerie. Décret du 31 juillet 1958.
8. Camille Pasquier de Franclieu, colonel d'infanterie. Décret du 24 octobre 1958.
9. René Lhopital, déporté résistant. Décret du 24 octobre 1958.
10. Henri Lorillot, chef d'état-major des armées française. Décret du 30 octobre 1958.
11. François Mauriac, écrivain. Décret du 7 novembre 1958.
12. Célestin Lucien Callais, général de brigade. Décret du 1er décembre 1958.
13. Camille Sautereau, colonel de l'armée de l'air. Décret du 19 décembre 1958.
14. Jean Désy, étranger, ambassadeur du Canada en France[342].
15. Enrique Gil-Fortoul, étranger, ambassadeur du Venezuela en France[343].
16. Marcello Mathias, étranger, ambassadeur du Portugal en France[344].
17. Alberto Rossi Longhi, étranger, ambassadeur d'Italie en France[345].
18. Vollrath von Maltzan, étranger, ambassadeur d'Allemagne en France, le 17 octobre 1958[346].

1959
1. Charles de Gaulle, déjà grand-croix (en 1945[347]), président de la République française, grand maître de l'ordre le 8 janvier 1959.
2. Charles Richet, médecin, professeur à la faculté de médecine de Paris, colonel honoraire du Service de santé des armées, déporté-résistant. Décret du 13 mai 1959[348].
3. Raymond Bonneau, général de brigade aérienne. Décret du 10 juin 1959.
4. Pierre Serre, ancien capitaine d'infanterie. Décret du 2 juillet 1959.
5. Jean Breuillac, général de division. Décret du 17 juillet 1959.
6. Paul Bailly, général d'armée aérienne. Décret du 22 juillet 1959[349].
7. Raoul Castex, amiral, théoricien militaire, fondateur de l'Institut des hautes études de défense nationale (IHEDN). Décret du 22 juillet 1959
8. Jacques Schwartz (1889-1960), général de division. Décret du 22 juillet 1959[350].
9. Bernard Challe, général d'armée aérienne. Décret du 31 juillet 1959.
10. Maurice Guillaudot, général. Décret du 31 juillet 1959.
11. René Cassin, compagnon de la Libération, vice-président du Conseil d'État. Décret du 12 août 1959[351],[352].
12. Louis Pasteur Vallery-Radot, médecin et homme politique. Décret du 12 août 1959.
13. Albert Jozan, amiral. Décret du 13 novembre 1959 (Journal officiel du 19 novembre 1959) et prise de rang le 19 septembre 1959.
14. Pierre Renon, capitaine de vaisseau. Décret du 13 novembre 1959.
15. Georges Smagghe, ingénieur du génie maritime. Décret du 13 novembre 1959.

### Années 1960
1960
1. Pierre Barjot, amiral. Décret du 27 janvier 1960[353].
2. Marcel Souris, aumonier militaire. Décret du 3 février 1960[353].
3. Pierre Garbay, compagnon de la Libération, général d'armée et gouverneur militaire de Paris. Décret du 19 février 1960[353].
4. Jean Valluy, général et historien. Décret du 13 avril 1960[353],[354].
5. Maurice Challe, général d'armée. Décret du 18 avril 1960[354].
6. Marcel Lanciaux, commandant de l'armée de l'Air. Décret du 1er juin 1960[353].
7. Charles Magnenot, médecin militaire. Décret du 28 juillet 1960[353].
8. Georges Duhamel, médecin, écrivain et académicien. Décret du 27 octobre 1960 (Journal officiel du 28 octobre 1960)[355].
9. Eugène Simian, colonel. Décret du 2 novembre 1960[353].
10. Philippe Auboyneau, officier de marine, amiral. Décret du 8 novembre 1960[356].
11. Émile Marterer, industriel. Décret du 29 novembre 1960[353].
12. Max Gelée, général d'armée aérienne, chef d'état-major de l'Armée de l'air pendant le GPRF. Décret du 15 décembre 1960[357].

1961
1. Paul Gérard, général d'armée aérienne. Décret du 9 janvier 1961[358].
2. Gaston Parlange (1897-1972), général de division, commande le 4e groupe de tabors marocains en 1943-1945. Titulaire de 18 citations. Décret du 9 janvier 1961 publié au JO du 10 janvier 1961[358].
3. Charles Arnould, militaire, résistant, président de l'Association nationale des médaillés de la Résistance française de 1972 à 1985. Décret du 21 mars 1961. (Journal officiel du 26 mars 1961 et prise de rang le 29 mars 1961)[358].
4. Émile Bollaert, haut-fonctionnaire et résistant. Décret du 21 mars 1961[358],[359].
5. François Albert-Buisson, industriel et académicien. Décret du 19 avril 1961[358].
6. Pierre-Louis Bodet, général d'armée aérienne. Décret du 21 juillet 1961[358].
7. Jean Gilles, général de corps d'armée. Décret du 21 juillet 1961[358],[360].
8. Pierre-Élie Jacquot, général d'armée et résistant. Décret du 21 juillet 1961[358].
9. Paul Ortoli, amiral, commandant de l'Émile Bertin lors du débarquement de Provence. Décret du 21 juillet 1961[358].
10. Émile Mollard, général de division. Décret du 4 août 1961[358].
11. Louis de Broglie, mathématicien et physicien. Décret de 14 décembre 1961[358],[361].
12. Léopold Sédar Senghor, président de la république du Sénégal, étranger. Décret du 19 avril 1961.

1962
1. Jean Olié, général d'armée. Décret du 16 mars 1962[362],[363].
2. Raymond Delange, compagnon de la Libération, général de corps d'armée. Décret du 26 mars 1962[362].
3. Jean-Baptiste Morraglia, général de brigade. Décret du 26 mars 1962[362].
4. Pierre François Cueff, général de brigade. Décret du 14 avril 1962[362],[364].
5. Fernand Gambiez, général d'armée, commandant d'un bataillon de choc en Corse pendant la Seconde Guerre mondiale, général pendant la guerre d'Algérie, et historien militaire. Décret du 18 juillet 1962[362].
6. Paul Stehlin, général d'armée aérienne. Décret du 18 juillet 1962[362].
7. Gaston Venot, général de corps aérien. Décret du 10 juillet 1962[362].
8. Jean Chauvel, diplomate et poète. Décret du 4 août 1962[362].
9. Robert Debré, médecin français, pionnier de la pédiatrie et résistant durant la Seconde Guerre mondiale. Décret du 4 août 1962[362].
10. Joseph Hassler, général de division. Décret du 31 décembre 1962[362].
11. Marcel Perrot, colonel d'infanterie. Décret du 31 décembre 1962[362].

1963
1. Jean-Baptiste Laurens, général de brigade aérienne. Décret du 3 mai 1963[365].
2. Wladimir Lefèvre d'Ormesson, journaliste et diplomate, académicien. Décret du 27 mai 1963[365].
3. Gaston Weil, militaire et résistant. Décret du 4 juin 1963[365].
4. Jean Noiret, général d'armée. Décret du 9 juillet 1963[365].
5. Maurice Genevoix, écrivain et poète, membre de l'Académie française. Décret du 30 décembre 1963[365].
6. Diadoque Constantin de Grèce, étranger, futur Constantin II, roi des Hellènes[366].

1964
1. Henry de Berchoux, général de division. Décret du 7 juillet 1964[367].
2. Jean d'Arcourt, général de corps aérien. Décret du 7 juillet 1964[367].
3. Charles Ailleret, général. Décret du 10 juillet 1964[367],[368].
4. Georges Cabanier, amiral, grand chancelier de la Légion d'honneur en 1969. Décret du 10 juillet 1964[367].
5. Louis Delfino, général de l'armée de l'Air. Décret du 10 juillet 1964[367].
6. Louis Le Puloch, général d'armée, chef d'état-major de l'Armée de terre du 18 juillet 1960 au 2 avril 1965. Décret du 10 juillet 1964[367].
7. Roger Etienne Brunschwig, colonel d'infanterie. Décret du 11 juillet 1964[367].
8. Léon Noël, homme politique. Décret du 30 décembre 1964 (Journal officiel du 1er janvier 1965) et prise de rang le 11 février 1965[367].

1965
1. Paul de Langlade, général de division, remise à Fontainebleau le 6 juin 1965 par le général Zeller. Décret du 26 avril 1965 publié au JO du 28 avril 1964[369].
2. Henry Vary, général de corps d'armée. Décret du 26 avril 1965[369].
3. Jean Accart, général de corps d'armée aérien. Décret du 12 juillet 1965[369].
4. Louis Dio, général d'armée, compagnon de la Libération. Décret du 12 juillet 1965[369].
5. Louis Dodelier, général d'armée, chef de l'état-major particulier du général de Gaulle (de 1961 à 1962) puis gouverneur militaire de Paris (de 1962 à 1965). Décret du 12 juillet 1965[369].
6. André Maurois, écrivain, grand-croix remise par le général Catroux le 4 août 1965. Décret du 12 juillet 1965[369]
7. François de Gaudart d'Allaines, membre de l'Académie nationale de médecine. Décret du 30 décembre 1965[369],[370].

1966
1. Roger d'Hauteville, général de division. Décret du 25 février 1966[371].
2. Émile Ginas, général de brigade aérienne, compagnon de la Libération. Décret du 25 février 1966[371].
3. Jacques Brunet, banquier, gouverneur de la Banque de France. Décret du 12 juillet 1966[371].
4. André Jubelin, amiral. Décret du 13 juillet 1966[371].
5. Pierre Renouvin, historien français, spécialiste de l'histoire des relations internationales. Décret du 30 décembre 1966[371].

1967
1. André Martin, général d'armée aérienne,chef d'état-major de l'Armée de l'air de 1963 à 1967. Décret du 6 janvier 1967[371].
2. Louis Cottrelle, militaire, déporté-résistant. Décret du 6 janvier 1967[371].
3. Alfred Jacobson, ingénieur, colonel d'artillerie honoraire, membre de l'Académie des sciences d'outre-mer. Décret du 9 février 1967[371],[372].
4. Roger Léonard, premier président de la Cour des comptes, conseiller d'État honoraire. Décret du 8 juillet 1967[371],[373], par décret du 8 juillet 1967.
5. Christophe Soglo, président de la république du Dahomey, étranger. Décret du 23 novembre 1967 sur proposition du ministère des Affaires étrangères.
6. André Chamson, membre de l'Académie française, membre du conseil de l'ordre de la LH. Décret du 28 décembre 1967[371],[374].

1968
1. Gabriel Bourgund, général de corps d'armée et député. Décret du 9 février 1968[375].
2. Jacques de Grancey, général, chef d'état-major de l'armée des Alpes en 1940, résistant. Décret du 27 juin 1968[375].
3. Pierre Anthonioz, diplomate. Décret du 27 juin 1968[375].
4. Émile Cantarel, chef d'état-major de l'armée de terre. Décret du 6 juillet 1968[375],[376](Journal officiel du 13 juillet 1968) et prise de rang le 12 octobre 1968.
5. Jacques Rueff, haut fonctionnaire et économiste. Décret du 10 juillet 1968[375].
6. Louis Couhé, homme politique. Décret du 27 décembre[375].
7. Nicolae Ceaușescu, président de la république socialiste de Roumanie, étranger[377],[378].

1969
1. Roger Gardet, général de corps d'armée. Décret du 5 février 1969[379].
2. Jacques Massu, compagnon de la Libération, général d'armée. Décret du 11 juillet 1969 (Journal officiel du 12 juillet 1969) et prise de rang le 14 juillet[379].
3. Eugène Weismann, as français de la Première Guerre mondiale crédité de sept victoires aériennes homologuées. Décret du 11 juillet 1969[379].
4. Georges Pompidou, président de la République française, grand maître de l'ordre le 20 juin 1969.
5. Philippe Maurin, général d'armée aérienne. Décret du 21 novembre 1969[379].
6. Achille Liénart, cardinal, remis le 16 février 1970 par Georges Pompidou, président de la République. Décret du 26 décembre 1969[379],[380].
7. Jean-Bedel Bokassa, président de la République centrafricaine, étranger. Décret du 1er janvier 1969.

### Années 1970
1970
1. Pierre Dejussieu-Pontcarral, général, résistant et déporté, compagnon de la Libération. Décret du 19 janvier 1970[379].
2. Jules Georges Hippolyte Robinet, lieutenant-colonel, résistant et déporté. Décret du 19 janvier 1970[379].
3. Yves Ezanno, général de corps aérien, compagnon de la Libération. Décret du 16 mars 1970[379].
4. Michel Fourquet, chef d'état-major des armées, compagnon de la Libération. Décret du 8 juillet 1970 publié au JO du 10 juillet 1970 et prise de rang le 14 juillet 1970[379].
5. Charles Lemaresquier, membre de l'Institut, architecte en chef honoraire des bâtiments civils et palais nationaux. Décret du 10 juillet 1970[381],[379].
6. Louis Forestier, contrôleur général des armées. Décret du 28 octobre 1970[379].
7. André Patou, amiral. Décret du 11 décembre 1970[379],[382].
8. Paul Ducournau, général de corps d'armée. Décret du 22 décembre 1970[379].
9. Francis Perrin, physicien. Décret du 23 décembre 1970[379].
10. Pierre Werner, homme d'Etat luxembourgeois, étranger, remis en mai 1970 par Georges Pampidou [383]

1971
1. Claude Hettier de Boislambert, résistant français, Compagnon de la Libération. Décret du 1er juillet 1971[384].
2. Alexandre Parodi, président honoraire du Conseil d'État. Décret du 12 juillet 1971[384].
3. Gustave Leroy, général d'armée. Décret du 16 décembre 1971[384].
4. André Grandpierre, industriel français, remis le 1er janvier 1972 par le président Georges Pompidou. Décret du 24 décembre 1971[384].
5. Mobutu Sese Seko, président de la république démocratique du Congo rebaptisée Zaïre, étranger. Décret du 11 juin 1971.

1972
1. Gabriel Gauthier, général d'armée, as de la Seconde Guerre mondiale, remise par le président Pompidou le 23 septembre 1972. Décret du 5 juillet 1972[385],[386].
2. Gaston Palewski, diplomate et homme politique. Décret du 5 juillet 1972 publié au Journal officiel du 14 juillet 1972 et prise de rang le 25 septembre 1972 en qualité de président du Conseil constitutionnel[385].
3. Wilfrid Baumgartner, gouverneur de la Banque de France. Décret du 22 décembre 1972[385],[387].

1973
1. André Beaufre, général d'armée. Décret du 7 février 1973[385].
2. Jean Simon, général d'armée. Décret du 4 juillet 1973[385],[388].
3. Robert de Vernejoul, chirurgien. Décret du 12 juillet 1973[385].
4. Louis Néel, physicien. Décret du 21 décembre 1973[385].
5. Victor Bodson, étranger, ancien ministre et président honoraire de la Chambre des députés du grand-duché de Luxembourg, remis par Gérard Raoul-Duval, ambassadeur de France à Luxembourg, le 26 janvier 1973[389].

1974
1. Maurice Feltin, ecclésiastique. Décret du 1er avril 1974[390].
2. Gabriel-Marie Garrone, ecclésiastique, cardinal par le pape Paul VI. Décret du 9 avril 1974[390].
3. Valéry Giscard d'Estaing, président de la République française, grand maître de l'ordre, 27 mai 1974.
4. Marcel Bigeard, général de corps d'armée. Décret du 10 juillet 1974[390].
5. Maurice Aydalot, magistrat. Décret du 12 juillet 1974[390],[391].
6. Jean Berthoin, homme politique, ministre de l'Intérieur 1959. Décret du 27 décembre 1974[390].
7. Hassan Pakravan, étranger, ambassadeur d’Iran à Paris, le 16 janvier 1974[392].
8. Farah Pahlavi, impératrice d'Iran, étranger, le 10 juillet 1974[392].

1975
1. Alain de Boissieu, général d'armée, compagnon de la Libération. Décret du 12 février 1975[393].
2. Pierre Pouyade, général de brigade, Compagnon de la Libération, remis le 26 avril 1975 par Valéry Giscard d'Estaing, président de la République. Décret du 14 mars 1975[393],[394].
3. Paul Paray, chef d'orchestre. Décret du 10 juillet 1975[393].
4. Jean Lorain, vice-amiral. Décret du 24 décembre 1975[393].
5. Albéric Vaillant, général d'armée. Décret du 24 décembre 1975[393].
6. Henryk Jabłoński, président de la Pologne, étranger. Décret du 6 août 1975.
7. Mariano Roca de Togores, directeur de l'Académie royale espagnole, étranger par décret du 4 mai 1875 en qualité de chambellan du roi, ambassadeur à Paris.

1976
1. Émile Roche, homme politique, publiciste, homme d'affaires et journaliste. Décret du 9 juillet 1976[393].
2. Marc Chagall, peintre et graveur. Décret du 29 décembre 1976[393].
3. Prince Reza, prince héritier d’Iran (âgé de 16 ans), étranger, le 14 décembre 1976[392].
4. Juan Carlos Ier roi d’Espagne, étranger, le 20 décembre 1976[395].
5. Amir Abbas Hoveida, Premier ministre d’Iran (de 1965 à 1977), étranger, le 29 décembre 1976[392].
6. Hafez el-Assad, président de la République arabe syrienne, étranger. Décret du 2 août 1976, cérémonie le 25 juin 2001[396].

1977
1. Jean Crépin, compagnon de la Libération, général d'armée. Décret du 21 janvier 1977[397].

1978
1. Jean Vallette d'Osia, général de corps d'armée et résistant. Décret du 30 janvier 1978.
2. Pierre Guillaumat, ingénieur et homme d'affaires. Décret du 12 juillet 1978.
3. Étienne Bernard, médecin et professeur de faculté. Décret du 19 décembre 1978.
4. Margrethe II, reine de Danemark, étranger.

1979
1. Paul Gandoët, général de corps d’armée. Décret du 5 février 1979[398].
2. André Biard, général d'armée. Décret du 5 juillet 1979[399].

### Années 1980
1980
1. Geoffroy Chodron de Courcel, diplomate, ancien collaborateur du général de Gaulle[400]. Décret du 18 juin 1980 publié au Journal officiel du 21 juin 1980[401].
2. Maurice Bellonte, aviateur. Décret du 10 septembre 1980[401].

1981
1. François Mitterrand, président de la République française, grand maître de l'ordre, 21 mai 1981.
2. Georges Auric, compositeur de musiques de films. Décret du 10 juillet 1981[402].

1982
Contingent d'étrangers du 1er janvier 1982 au 31 décembre 1984 : 3 par an
1. François Jacob, Prix Nobel de médecine, chef du service de génétique microbienne à l'institut Pasteur. Décret du 6 janvier 1982[404].
2. Bernard Saint-Hillier, général de corps d'armée. Décret du 8 avril 1982[405].
3. André Lwoff, Prix Nobel de médecine. Décret du 13 juillet 1982[406].
4. Charles Vedel, vice-amiral d'escadre. Décret du 4 novembre 1982[407].
5. Pierre-Paul Schweitzer, inspecteur général des finances, le 30 décembre 1982[408].
6. Luis Eduardo Silva de Balboa Neale[réf. nécessaire], ambassadeur, étranger.
7. Akihito, prince héritier du Japon, étranger. Décret du 29 septembre 1982[réf. nécessaire].
8. Charles, prince de Galles, étranger[réf. nécessaire].

1983
1. Germain Jousse, général de corps d'armée. Décret du 16 mars 1983[409].
2. Jacques Mitterrand, général d'armée aérienne. Décret du 13 juillet 1983[410].
3. Georges Portmann, membre de l'Académie de médecine. Décret du 31 décembre 1983[411].

1984
1. Fernand Hederer, militaire, résistant et personnalité du monde de l'aviation. Décret du 13 février 1984.
2. Louis Petchot-Bacqué, médecin général inspecteur. Décret du 12 avril 1984[412],[413].
3. Pierre Laroque, président de section honoraire au conseil d'État. Décret du 13 juillet 1984[414].
4. Jean Bernard, médecin. Décret du 31 décembre 1984.

1985
Contingent du 1er janvier 1985 au 31 décembre 1987 : 2 Civils, 1 militaire actif, 1 militaire non actif

Contingent d'étrangers du 1er janvier 1985 au 31 décembre 1987 : 3 par an.
1. Roland Glavany, général de corps aérien. Décret du 3 avril 1985[417].
2. Jean Cardot, général de division aérienne. Décret du 17 avril 1985[418].
3. Alain Bizard, général de corps d'armée. Décret du 5 juillet 1985[419].
4. Désiré Arnaud, premier président honoraire de la Cour des comptes. Décret du 13 juillet 1985[420].
5. Fernand Bagot, inspecteur général des affaires d'outre-mer. Décret du 6 novembre 1985.
6. René Paira, préfet honoraire. Décret du 31 décembre 1985[421].

1986
1. Olivier Messiaen, compositeur. Décret du 11 juillet 1986[422].
2. Paul Delouvrier, inspecteur général des finances. Décret du 31 décembre 1986[423].
3. Hans-Dietrich Genscher, ministre allemand, étranger.
4. Claudio Abbado, chef d'orchestre italien, étranger[424].

1987
1. Georges Buis, général de corps d'armée. Décret du 30 mars 1987[425].
2. René Brouillet, ambassadeur de France. Décret du 13 juillet 1987[426].
3. Léon Cuffaut, général de brigade aérienne. Décret du 1er décembre 1987[427].
4. Michel Vadot, général de brigade. Décret du 1er décembre 1987[427].
5. Henri Frenay, ancien ministre. Décret du 31 décembre 1987[428].
6. Jacob Kaplan, grand rabbin de France. Décret du 31 décembre 1987[428].

1988
Contingent du 1er janvier 1988 au 31 décembre 1990 : 2 civils, 1 militaire actif, 1 militaire non actif

Contingent d'étrangers du 1er janvier 1988 au 31 décembre 1990 : 3 par an.
1. Pierre Clostermann, compagnon de la Libération. Décret du 24 mars 1988 (Journal officiel du 29 mars 1988) et prise de rang le 16 décembre 1991.
2. René Imbot, général d'armée. Décret du 1er juillet 1988[431].
3. Marceau Crespin, colonel. Décret du 1er juillet 1988.

1989
1. Maurice Belleux, général de division aérienne. Décret du 28 mars 1989[432].
2. Paul-Louis Weiller, industriel et mécène. Décret du 28 septembre 1989[433].
3. Paul Grossin, général d'armée. Décret du 13 décembre 1989 (Journal officiel du 19 décembre 1989).
4. André Marteau, général de division. Décret du 13 décembre 1989 (Journal officiel du 19 décembre 1989).
5. Pierre Auger, membre de l'Institut. Décret du 31 décembre 1989[434].
6. Andrew Bertie, grand maître de l'Ordre souverain de Malte, étranger par décret du 23 mars 1989.
7. Zine el-Abidine Ben Ali. Décret du 31 août 1989, président de la République tunisienne[435], étranger.

### Années 1990
1990
1. Maurice Schmitt, général d'armée. Décret du 5 juillet 1990[436].
2. Jules Roy, écrivain. Décret du 13 juillet 1990[437].
3. Bernard Chenot, haut-fonctionnaire. Décret du 31 décembre 1990[438].
4. Saïd Mohamed Djohar, étranger, président de la république islamique des Comores. Décret du 8 octobre 1990[439].
5. Václav Havel, étranger, écrivain et homme politique tchèque. Décret du 21 mai 1990[440].

1991
Contingent annuel du 1er janvier 1991 au 31 décembre 1993 : 2 civils, 2 militaires

Contingent annuel d'étrangers du 1er janvier 1991 au 31 décembre 1993 : 3 personnes
1. Gabriel de Galbert, général d'armée. Décret du 24 avril 1991[442].
2. Gilbert Forray, général d'armée. Décret du 3 juillet 1991[443].
3. Jean-Pierre Liron (1924-2007), général de corps d´armée, lieutenant au bataillon français de l'ONU en Corée (1951-1952). Décret du 10 juillet 1991[444].
4. Claude Lévi-Strauss, anthropologue et ethnologue, membre de l'Académie française. Décret du 12 juillet 1991[445].
5. Jean Coulomb, géophysicien, membre de l'Institut. Décret du 31 décembre 1991[446].
6. Lech Wałęsa, étranger, président de la république de Pologne. Décret du 10 juillet 1991[440]

1992
1. Louis Fourcade, général de brigade. Décret du 3 juillet 1992[447].
2. Jean Fleury, général d'armée aérienne. Décret du 3 juillet 1992[448].
3. Pierre Sudreau, ancien ministre et préfet. Décret du 13 juillet 1992[449].
4. Paul-Émile Victor, explorateur polaire, écrivain. Décret du 31 décembre 1992[450].

1993
1. Bernard Dupérier, aviateur, compagnon de la Libération, homme politique. Décret du 23 mars 1993[451].
2. Jean Pierre-Bloch, journaliste, homme politique. Décret du 23 mars 1993[452].
3. Pierre Messmer, compagnon de la Libération, ancien Premier ministre. Décret du 5 juillet 1993[453].
4. Alain Coatanéa, amiral. Décret du 5 juillet 1993[454].
5. Maurice Tubiana, médecin, membre de l’Académie des sciences. Décret du 13 juillet 1993[455].
6. Jean-Pierre Lévy, compagnon de la Libération. Décret du 31 décembre 1993[456].

1994
Contingent du 1er janvier 1994 au 31 décembre 1996 : 2 civils, 2 militaires

Contingent exceptionnel du 1er janvier 1994 au 31 décembre 1996 (50 ans de 39-45) : 1 civil, 1 militaire

Contingent d'étrangers du 1er janvier 1994 au 31 décembre 1996 : 3 par an
1. Jacques Andrieux, général de brigade aérienne. Décret du 23 juin 1994)[460].
2. Vincent Lanata, général d'armée aérienne. Décret du 23 juin 1994)[461].
3. Henri Rol-Tanguy, militant communiste, membre dirigeant de la Résistance pendant la Seconde Guerre mondiale. Décret du 13 juillet 1994)[462].
4. André Dewavrin, militaire, compagnon de la Libération. Décret du 31 décembre 1994)[463].
5. Boutros Boutros-Ghali, secrétaire général de l'ONU, étranger, le 26 octobre 1994[464].
6. Nelson Mandela, président de la république d'Afrique du Sud, étranger, le 28 décembre 1994[465].

1995
1. Jean Compagnon, général de corps d'armée. Décret du 24 avril 1995)[466].
2. Jacques Chirac, président de la République française, grand maître de l'ordre, 17 mai 1995[467].
3. Michel Guignon, général d'armée. Décret du 30 juin 1995[468].
4. Philippe Peschaud, officier de la 2e DB et fondateur de la fondation Leclerc. Décret du 13 juillet 1995)[469].
5. Maurice Rheims, commissaire-priseur et historien d'art, membre de l’Académie française. Décret du 13 juillet 1995)[469].
6. Juan Carlos Wasmosy, étranger, président du Paraguay, 18 décembre 1995[470].

1996
1. Jean-Louis Delayen, général, le « baroudeur aux quatre guerres ». Décret du 26 juin 1996)[471].
2. Alain Le Ray, général de corps d‘armée et grand résistant. Décret du 26 juin 1996[471].
3. Léon Boutbien, homme politique, résistant et déporté. Décret du 12 juillet 1996)[472].
4. Charles Mérieux médecin et dirigeant du laboratoire homonyme. Décret du 31 décembre 1996)[473].
5. Émile Derlin Zinsou, étranger, ancien président de la république du Bénin, le 9 octobre 1996[474].
6. Rafiq Hariri, étranger, président du Conseil des ministres du Liban, 5 avril 1996[475].
7. Hassanal Bolkiah, étranger, 29e sultan de Brunei, le 12 février 1996[476].

1997
1. Déodat du Puy-Montbrun, colonel et créateur du service action du SDECE. Décret du 31 mai 1997)[477].
2. Marcel Letestu légionnaire et général. Décret du 31 mai 1997)[477].
3. Guy Méry, général et ancien chef d'État-Major des armées. Décret du 31 mai 1997[478].
4. Geneviève de Gaulle-Anthonioz, résistante, présidente d'ATD-Quart-monde. Décret du 11 juillet 1997)[479].
5. Georges Vedel, professeur de droit public, membre du Conseil constitutionnel. Décret du 31 décembre 1997)[480].
6. Pamela Harriman, étranger, ambassadeur des États-Unis en France, à titre posthume, le 8 février 1997[481].

1998
1. Jean-Philippe Douin, général d'armée aérienne. Décret du 3 juin 1998[482].
2. Jean Mattéoli, homme politique. Décret du 13 juillet 1998[483].
3. Michel Roquejeoffre, général d'armée. Décret du 10 décembre 1998[484].
4. François Bloch-Lainé, haut fonctionnaire. Décret du 31 décembre 1998[485].

1999
1. Germaine Tillion, résistante et ethnologue. Décret du 13 juillet 1999[486].
2. Valérie André, médecin militaire et pilote d'hélicoptère. Décret du 16 décembre 1999[487]
3. Paul Oddo, général de corps d'armée. Décret du 16 décembre 1999[487].
4. Jean Dausset, immunologue français, prix Nobel de physiologie ou médecine en 1980. Décret du 31 décembre 1999[488].

### Années 2000
2000
1. Henri de Bordas, général de corps aérien. Décret du 12 juillet 2000[489].
2. Bernard Klotz, vice-amiral d'escadre. Décret du 12 juillet 2000[489].
3. Émile Biasini, homme politique. Décret du 13 juillet 2000[490].
4. Léon Bouvier, compagnon de la Libération, diplomate. Décret du 13 juillet 2000[490].
5. Maurice Druon, écrivain et homme politique, membre de l'Académie française. Décret du 30 décembre 2000[491].
6. Mohammed VI, roi du Maroc, étranger.

2001
1. Joseph Risso, général de brigade aérienne, compagnon de la Libération. Décret du 21 mars 2001[492].
2. Robert Chambeiron, résistant et homme politique. Décret du 13 juillet 2001[493].
3. Michel Forget, général de corps aérien. Décret du 31 juillet 2001[494].
4. Guy Jourdain, contrôleur général des armées. Décret du 31 juillet 2001[494].
5. Hervé de Luze, général de division. Décret du 31 juillet 2001[494].
6. Jean Cabannes, magistrat. Décret du 31 décembre 2001[495].
7. Jacques Fauvet, journaliste. Décret du 31 décembre 2001[495].
8. Émile Lahoud, étranger, président de la République libanaise, le 18 juillet 2001[496].
9. Bachar el-Assad, étranger, président de la République arabe syrienne, date exacte non précisée[476]. La décoration a été rendue par le président syrien en 2018[497].

2002
1. Maurice Henry, général de corps d'armée. Décret du 23 avril 2002[498].
2. Jacques Maillet, compagnon de la Libération, industriel. Décret du 12 juillet 2002[499].
3. Jacques Sockeel, général de brigade. Décret du 28 novembre 2002[500].
4. Georges Grillot, général de brigade. Décret du 20 décembre 2002[501].
5. Guy Lazorthes, neurochirurgien. Décret du 31 décembre 2002[502].
6. Henri Martre, ingénieur de l'armement, haut fonctionnaire et dirigeant d'entreprises. Décret du 31 décembre 2002[502].
7. Vicente Fox, étranger, président des États-Unis mexicains, 15 novembre 2002[503].

2003
1. Pierre de Chevigné, homme politique. Décret du 10 juillet 2003[504].
2. François Maurin, général. Décret du 10 juillet 2003[504].
3. Marceau Long, haut fonctionnaire. Décret du 11 juillet 2003[505].
4. François Casta, aumônier militaire. Décret du 11 décembre 2003[506].
5. Henri Dutilleux, compositeur. Décret du 31 décembre 2003[507].
6. Jean Morin, haut fonctionnaire. Décret du 31 décembre 2003[507].

2004

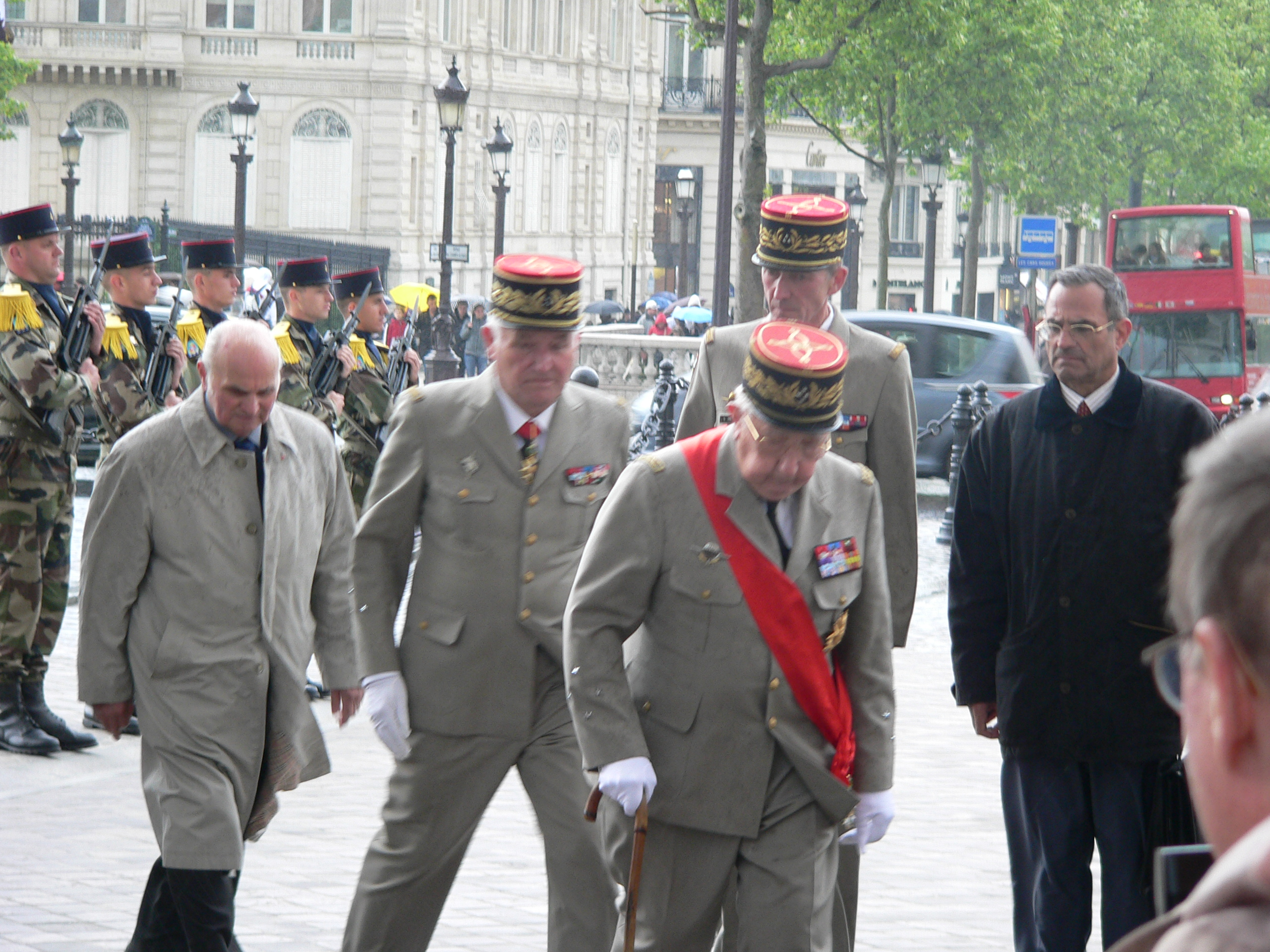
Le général Jean Combette en avril 2009, portant son écharpe rouge de grand-croix.

1. Maurice Kriegel-Valrimont, résistant, homme politique. Décret du 9 avril 2004[508].
2. Michel Datin, général de division. Décret du 16 avril 2004[509].
3. Jean Combette, général. Décret du 3 mai 2004[510].
4. Guy Le Borgne, général. Décret du 19 mai 2004[511].
5. Jean-Pierre Kelche, général. Décret du 19 mai 2004[512].
6. Henri Grouès, dit l'abbé Pierre, prêtre. Décret du 13 juillet 2004[513].
7. Philippe de Gaulle, amiral. Décret du 31 décembre 2004[514].
8. Yves Guéna, homme politique. Décret du 31 décembre 2004[514].

2005
1. Jean-Paul Pagni, général, figure emblématique de la communauté parachutiste. Décret du 13 mai 2005[515].
2. Albert II, prince souverain de Monaco, étranger, le 8 novembre 2005[516].
3. Pierre Moinot, haut fonctionnaire, écrivain et académicien. Décret du 31 décembre 2005[517].
4. Henri Troyat, écrivain et académicien. Décret du 31 décembre 2005[517].

2006
1. Jacques Bourdis, général de corps d'armée, compagnon de la Libération. Décret du 13 janvier 2006[518].
2. Pierre Lecomte (1918-2009), lieutenant-colonel. Décret du 13 janvier 2006[518].
3. Simone Rozès, magistrate. Décret du 14 avril 2006[519].
4. Philippe Dechartre, résistant et un homme politique. Décret du 13 juillet 2006[520].
5. Pierre Langlois, général de corps d'armée. Décret du 3 novembre 2006[521].
6. Jacqueline de Romilly, membre de l'Académie française. Décret du 31 décembre 2006[522].
7. Vladimir Poutine, président de la fédération de Russie, étranger, le 22 septembre 2006[523].

2007
1. Robert Dautray, ingénieur et physicien. Décret du 6 avril 2007[524].
2. Jacques Servranckx, militaire. Décret du 30 avril 2007[525].
3. Pierre Lorillon, militaire. Décret du 30 avril 2007[525].
4. Nicolas Sarkozy, président de la République française, grand maître de l'ordre le 16 mai 2007. Radié le 5 juin 2025[526]
5. Antoine Bernheim, banquier. Décret du 13 juillet 2007[527].
6. François Cann, militaire. Décret du 31 octobre 2007[528].
7. René Coulloumme-Labarthe, militaire. Décret du 31 octobre 2007[528].
8. Ilham Aliyev, président de la république d'Azerbaïdjan (élevé à la dignité de grand-croix par Jacques Chirac, reçoit la décoration le 21 mai à Bakou)[529], étranger[530].

2008
1. Christiane Desroches Noblecourt, égyptologue. Décret du 30 janvier 2008[531].
2. Roland de La Poype, militaire et industriel. Décret du 30 janvier 2008[531].
3. Jean Herraud (dit « Colonel H. »), militaire. Décret du 5 juillet 2008[532].
4. Gilberte Champion, résistante. Décret du 11 juillet 2008[533].
5. Renaud Denoix de Saint Marc, haut-fonctionnaire. Décret du 11 juillet 2008[533].
6. Yvette Farnoux, résistante. Décret du 31 décembre 2008[534].
7. Jacques Servier, médecin et chef d'entreprise. Décret du 31 décembre 2008[534].
8. Paul Desmarais, homme d'affaires, remis le 15 février 2008, étranger[535].
9. Otto de Habsbourg-Lorraine, député Européen, prétendant au trône impérial d'Autriche. Décret du 31 octobre 2008, étranger

2009
1. Yves Leenhardt, militaire. Décret du 13 mars 2009[536].
2. Jean Murat, général de division. Décret du 13 mars 2009[536].
3. Marc Mozziconacci, militaire. Décret du 13 mars 2009[536].
4. Lucien Le Boudec, militaire décret du 11 mai 2009[537].
5. Albin Chalandon, haut-fonctionnaire et homme politique. Décret du 13 juillet 2009[538].
6. Robert Audemard d'Alançon, militaire, général de brigade. Décret du 6 novembre 2009[539].
7. Maurice Allais, économiste. Décret du 31 décembre 2009[540].
8. Pierre Fabre, pharmacien et homme d'affaires. Décret du 31 décembre 2009[540].
9. Prince Felipe, étranger, prince des Asturies (futur Felipe VI, roi d'Espagne).

### Années 2010
2010
1. Marcel Albert, aviateur. Décret du 12 avril 2010[541].
2. Jean-Louis Georgelin, général d'armée. Décret du 12 avril 2010[541].
3. Pierre Lefranc, résistant. Décret du 12 avril 2010[541].
4. Raymond Aubrac, résistant. Décret du 13 juillet 2010[542].
5. Jean Favier, médiéviste. Décret du 13 juillet 2010[542].
6. Jean-Pierre Changeux, neurobiologiste. Décret du 31 décembre 2010[543].
7. Marc Ladreit de Lacharrière, dirigeant d'entreprise. Décret du 31 décembre 2010[543].
8. Nicole Le Douarin, chercheuse en biologie du développement et en embryologie. Décret du 31 décembre 2010[543].
9. Ali Bongo, président de la République gabonaise, étranger, le 24 février 2010 lors d'une visite d'état[544].

2011
1. Jacques Lemaire, général de corps d'armée. Décret du 5 mai 2011[545].
2. Raymond Mouyren, colonel. Décret du 5 mai 2011[545].
3. Michel David-Weill, banquier, mécène et collectionneur d'art. Décret du 13 juillet 2011[546].
4. Jean Todt, président de la fédération internationale de l'automobile. Décret du 13 juillet 2011[546].
5. Hélie Denoix de Saint Marc, militaire et résistant. Décret du 25 novembre 2011[547].
6. Hélène Carrère d'Encausse, historienne et secrétaire perpétuelle de l'académie française. Décret du 30 décembre 2011[548].
7. Maurice Herzog, alpiniste et homme politique. Décret du 30 décembre 2011[548].

2012
1. Marie-José Chombart de Lauwe, déportée-résistante, directrice de recherches honoraire au CNRS, présidente de la Fondation pour la mémoire de la déportation. Décret du 6 avril 2012[549].
2. Alain Larcan, professeur émérite des universités, président honoraire du conseil scientifique de la fondation Charles de Gaulle, membre de l'Académie nationale de médecine. Décret du 6 avril 2012[549].
3. Jacques Capliez, général de brigade. Décret du 4 mai 2012[550].
4. Guy Perrier, chef de bataillon de l'infanterie. Décret du 4 mai 2012[550].
5. François Hollande, président de la République française, grand maître de l'ordre le 15 mai 2012.
6. Pierre Daix, déporté-résistant, écrivain, historien d'art. Décret du 13 juillet 2012[551].
7. Simone Veil, ancienne ministre, ancienne présidente du Parlement européen, ancienne membre du Conseil constitutionnel, membre de l'Académie française. Décret du 13 juillet 2012[551].
8. Fred Moore, délégué national du Conseil national des communes, compagnon de la Libération, ancien chancelier de l'ordre de la Libération. Décret du 31 décembre 2012[552].
9. Yvon Gattaz, membre de l'Académie des sciences morales et politiques, président d'honneur d'une organisation syndicale patronale. Décret du 31 décembre 2012[552].
10. Jean-Pierre Serre, mathématicien, professeur honoraire au Collège de France, membre de l'Académie des sciences, 31 décembre 2012[552].
11. Ellen Johnson Sirleaf, présidente de la république du Liberia, 7 novembre 2012[553], étranger.
12. Bronisław Komorowski, président de la république de Pologne, 16 novembre 2012[554], étranger.
13. Giorgio Napolitano, président de la République italienne, 21 novembre 2012[555], étranger.

2013
1. Bertrand Schwartz, ancien directeur d'une école d'ingénieurs, ancien délégué interministériel à l'insertion professionnelle et sociale des jeunes. Décret du 29 mars 2013[556].
2. Jean Prévot, colonel de l'infanterie. Décret du 3 mai 2013[557].
3. Guy Simon, général de division. Décret du 3 mai 2013[557].
4. Jacques Friedel, physicien, membre de l'Institut. Décret du 12 juillet 2013[558].
5. Geneviève Asse, ancienne combattante, artiste-peintre et graveuse. Décret du 31 décembre 2013[559].
6. Alain Decaux, historien, membre de l'Académie française. Décret du 31 décembre 2013[559].
7. Michèle Morgan, artiste dramatique. Décret du 31 décembre 2013[559].
8. Bruno Roger, président de société, mécène et président d'organismes culturels. Décret du 31 décembre 2013[559].
9. Romano Prodi[560], étranger.

2014
1. Roger Etchegaray, cardinal, archevêque émérite de Marseille. Décret du 18 avril 2014[561].
2. Marianne Bastid-Bruguière, universitaire et sinologue. Décret du 18 avril 2014[561].
3. Émile Chaline, vice-amiral d'escadre. Décret du 2 juin 2014[562].
4. Jean d'Ormesson, écrivain, membre de l'Académie française. Décret du 11 juillet 2014[563].
5. Geneviève de Galard, infirmière. Décret du 11 juillet 2014[563].
6. Marcel Boiteux, président de société, membre de l'Académie des sciences morales et politiques. Décret du 11 juillet 2014[563].
7. Jean-Louis Crémieux-Brilhac, résistant. Décret du 31 décembre 2014[564].
8. Willem-Alexander, roi des Pays-Bas, étranger[réf. nécessaire].
9. Michaëlle Jean, secrétaire générale de l'Organisation internationale de la francophonie et ex-gouverneur général du Canada, étranger[565].

2015
1. Pierre Soulages, peintre. Décret du 3 avril 2015[566].
2. Charles Flamand, ancien combattant des Forces aériennes françaises libres. Décret du 3 avril 2015[566].
3. Yves de Daruvar, chef de bataillon. Décret du 10 avril 2015[567].
4. Charles de Llamby, général d'armée. Décret du 10 avril 2015[567].
5. Edmond Villetorte, général de corps aérien. Décret du 10 avril 2015[567].
6. Marcel Le Guyader, colonel. Décret du 10 avril 2015[568].
7. Yvonne Choquet-Bruhat, mathématicienne et physicienne. Décret du 13 juillet 2015[569].
8. Michel Rocard, ancien Premier ministre. Décret du 13 juillet 2015[569].
9. Lionel Jospin, ancien Premier ministre. Décret du 31 décembre 2015[570].
10. Jean Friess, président-directeur général de société industrielle. Décret du 31 décembre 2015[570].
11. Thomas Boni Yayi, étranger, président de la république du Bénin, 2 juillet 2015[571].

2016

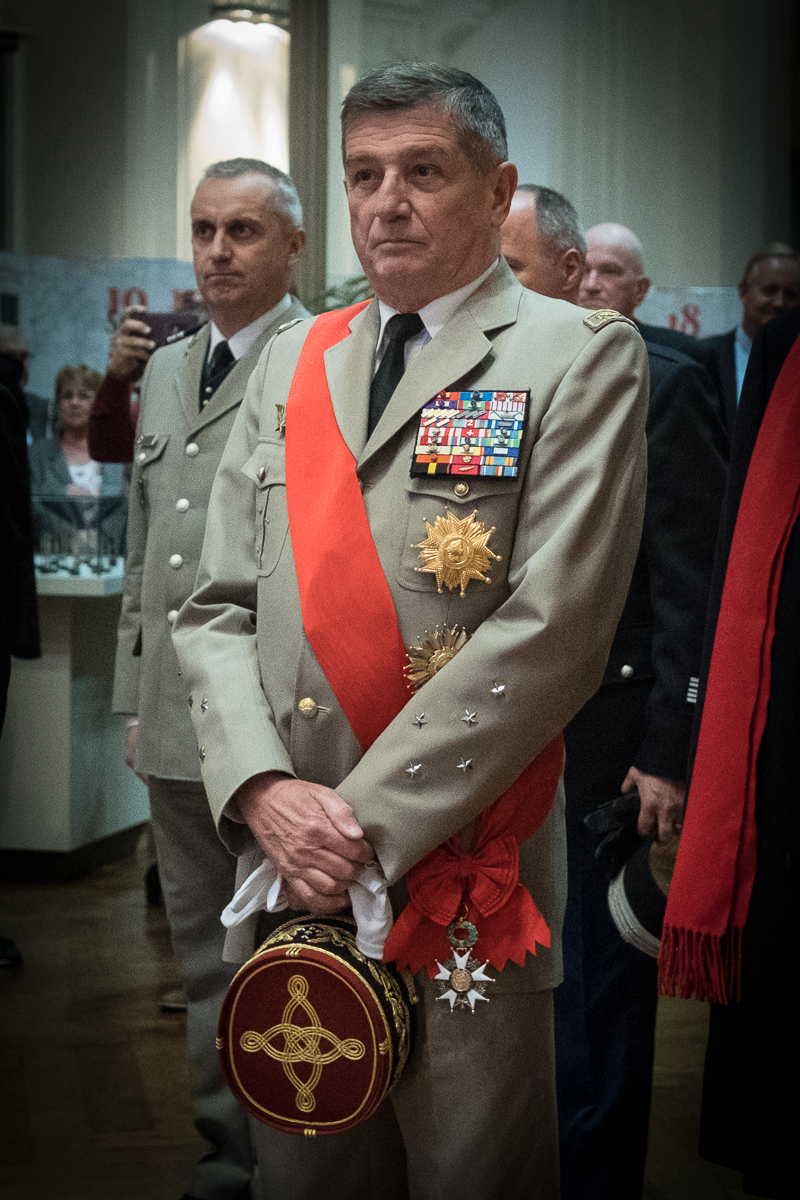
Le général Benoît Puga, grand chancelier de la Légion d'honneur de 2016 à 2023, portant son écharpe rouge et sa plaque de vermeil de grand-croix.

1. Claude Cohen-Tannoudji, physicien. Décret du 25 mars 2016[572].
2. Roger Fauroux, homme politique. Décret du 25 mars 2016[572].
3. Henri Bentégeat, général d'armée. Décret du 15 avril 2016[573].
4. Jacques Lanxade, amiral. Décret du 15 avril 2016[573].
5. Bernard Louzeau, amiral. Décret du 15 avril 2016[573].
6. Michel Fleutiaux, général de brigade. Décret du 15 avril 2016[574].
7. Achille Muller, colonel. Décret du 15 avril 2016[574].
8. Pierre Sanselme, colonel. Décret du 15 avril 2016[574].
9. Gilbert Guillaume, magistrat et académicien. Décret du 13 juillet 2016[575].
10. Pierre Truche, magistrat. Décret du 13 juillet 2016[575].
11. Benoît Puga, général d'armée. Décret du 3 août 2016[576].
12. Françoise Barré-Sinoussi, chercheuse et prix Nobel de médecine. Décret du 30 décembre 2016[577].
13. Louis Schweitzer, haut fonctionnaire. Décret du 30 décembre 2016[577].
14. Vytautas Landsbergis, homme d'État lituanien, étranger[578].

2017
1. Raymond Chabanne, général de brigade. Décret du 5 avril 2017[579].
2. Michel Lemonnier, colonel. Décret du 5 avril 2017[579].
3. François Bernard, conseiller d'État. Décret du 14 avril 2017[580].
4. François Pinault, homme d'affaires. Décret du 14 avril 2017[580].
5. Emmanuel Macron, président de la République française, grand maître de l'ordre le 14 mai 2017.
6. Gisèle Casadesus, comédienne. Décret du 12 juillet 2017[581].
7. Monique Pelletier, femme politique. Décret du 12 juillet 2017[581].
8. Daniel Cordier, compagnon de la Libération, résistant et historien. Décret du 31 décembre 2017[582].
9. Hubert Germain, compagnon de la Libération, résistant et homme politique. Décret du 31 décembre 2017[582].

2018
1. Jean Luciani, colonel, ancien prisonnier du Việt Minh. Décret du 26 avril 2018[583].
2. Michel Bouquet, artiste dramatique. Décret du 13 juillet 2018[584].
3. Christiane Scrivener, femme politique. Décret du 13 juillet 2018[585].
4. Marie-Claire Bergère, sinologue, professeur des universités. Décret du 31 décembre 2018[586].
5. Alfred Grosser, politologue, sociologue et historien. Décret du 31 décembre 2018[586].
6. Philippe, roi des Belges, étranger[587].
7. Mathilde, reine des Belges, étranger[588].
8. L'Aga Khan, Karim al-Hussaini, 49e imam héréditaire de la communauté ismaélienne nizârite, étranger[589].

2019
1. Jacqueline Fleury, déportée-résistante, présidente d'honneur d'une association de déportés et internés de la Résistance. Décret du 13 juillet 2019[590].
2. Jean Nallit, déporté-résistant, combattant volontaire de la Résistance, juste de France. Décret du 13 juillet 2019[590].
3. Guy Ménage, général de brigade. Décret du 30 octobre 2019[591].
4. Gaston Vuillemin, général de brigade. Décret du 30 octobre 2019[591].
5. Pierre Simonet, compagnon de la Libération. Décret du 31 décembre 2019[592].
6. Edgard Tupët-Thomé, compagnon de la Libération. Décret du 31 décembre 2019[592].

### Années 2020
2020
1. René Crignola, général de brigade. Décret du 29 octobre 2020[593].
2. Pierre Prestat, général de brigade. Décret du 29 octobre 2020[593].
3. Abdel Fattah al-Sissi, président de la république arabe d'Égypte, étranger[594].
4. Hubert Faure, ancien combattant des Forces navales françaises libres. Décret du 31 décembre 2020[595].
5. Anne-Marie Krug-Basse, déportée-résistante. Décret du 31 décembre 2020[595].
6. François Meyer, général de brigade, ancien membre du Haut conseil aux rapatriés. Décret du 31 décembre 2020[595].

2021
1. Sergio Mattarella, président de la République italienne, étranger[596].
2. Alain Mérieux, industriel de la biologie. Décret du 13 juillet 2021[597].
3. Edgar Morin, sociologue et philosophe. Décret du 13 juillet 2021[597].
4. Angela Merkel, chancelier fédéral d'Allemagne, étranger[598].
5. Pierre Bertolini, capitaine. Décret du 8 novembre 2021[599].
6. Jean Gonzalès, colonel. Décret du 8 novembre 2021[599].
7. Guy Lunet de La Malene, capitaine. Décret du 8 novembre 2021[599].
8. André Chandernagor, ancien ministre, ancien député, premier président honoraire de la Cour des comptes. Décret du 31 décembre 2021[600].

2022
1. Serge Klarsfeld, historien et avocat. Décret du 13 juillet 2022[601].
2. Jean-Pierre Raffarin, ancien Premier ministre. Décret du 13 juillet 2022[601].
3. Line Renaud, chanteuse et actrice. Décret du 13 juillet 2022[601].
4. René Grosjean, général de brigade. Décret du 13 octobre 2022[602].
5. Daniel Bouwet, adjudant. Décret du 7 novembre 2022[603].
6. Noël Chazarain, général de corps d'armée. Décret du 7 novembre 2022[603].
7. André Fayette, général de division. Décret du 7 novembre 2022[603].
8. Michel Barbier, colonel. Décret du 7 novembre 2022[604].
9. Étienne-Émile Baulieu, biologiste, professeur au Collège de France. Décret du 29 décembre 2022[605].

2023
1. François Lecointre, général d'armée. Décret du 18 janvier 2023[606]. Grand chancelier de l'ordre à compter du 1er février 2023.

1. Andrée Gros-Duruisseau, résistante, décret du 13 juillet 2023[607].
2. Volodymyr Zelensky, président de l'Ukraine, étranger[608].
3. Narendra Modi, Premier ministre de l'Inde, étranger[609].
4. Jean Delmas, colonel. Décret du 10 novembre 2023[610].
5. Pierre Robedat, colonel. Décret du 10 novembre 2023[610].
6. Bernard Arnault, président de sociétés. Décret du 29 décembre 2023[611].
7. Dominique Meyer, professeure émérite des universités en hématologie, membre de l'Académie des sciences. Décret du 29 décembre 2023[611].

2024
1. Maia Sandu, présidente de la république de Moldavie, étranger[612].
2. Bernard Esambert, président de fondations et d'associations[613].
3. Joëlle Kauffmann, médecin gynécologue, militante féministe[613].
4. Jacques Grisolet, adjudant-chef. Décret du 8 novembre 2024[614].
5. Jacques Lhopitallier, colonel. Décret du 8 novembre 2024[614].
6. Félix Thibout, général de brigade. Décret du 8 novembre 2024[614].

2025
1. Jacques de Larosière, gouverneur honoraire de la Banque de France. Décret du 18 janvier 2025[615].
2. Prabowo Subianto, président de la république d'Indonésie, étranger[616].
3. Mona Ozouf, directrice de recherche au CNRS. Décret du 13 juillet 2025[617].
4. Pierre Mazeaud, ancien président du Conseil constitutionnel. Décret du 13 juillet 2025[617].

## Liste des grands-croix de la Légion d'honneur vivants
| Pays                     | Nom                          | Qualité                                                               | Élévation | Naissance | Notes                                                       |
| ------------------------ | ---------------------------- | --------------------------------------------------------------------- | --------- | --------- | ----------------------------------------------------------- |
| Drapeau de la France     | Maurice Schmitt              | Chef d'état-major des armées                                          | 1990      | 1930      |                                                             |
| Drapeau de la Pologne    | Lech Wałęsa                  | Président de la république de Pologne                                 | 1991      | 1943      | Co-fondateur de Solidarność                                 |
| Drapeau de la France     | Jean Fleury                  | Chef d'état-major de l'Armée de l'air                                 | 1992      | 1934      |                                                             |
| Drapeau de la France     | Vincent Lanata               | Chef d'état-major de l'Armée de l'air                                 | 1994      | 1935      |                                                             |
| Drapeau de la France     | Michel Guignon               | Gouverneur militaire de Paris                                         | 1995      | 1936      |                                                             |
| Drapeau du Paraguay      | Juan Carlos Wasmosy          | Président de la république du Paraguay                                | 1995      | 1938      |                                                             |
| Drapeau du Brunei        | Hassanal Bolkiah             | Sultan de Brunei                                                      | 1996      | 1946      |                                                             |
| Drapeau du Maroc         | Mohammed VI                  | Roi du Maroc                                                          | 2000      | 1963      |                                                             |
| Drapeau de la France     | Guy Jourdain                 | Contrôleur général des armées                                         | 2001      | ?         |                                                             |
| Drapeau du Liban         | Émile Lahoud                 | Président de la République libanaise                                  | 2001      | 1936      |                                                             |
| Drapeau de la Syrie      | Bachar el-Assad              | Président de la République arabe syrienne                             | 2001      | 1965      | Grand-croix rendue en 2018                                  |
| Drapeau de la France     | Jacques Sockeel              | Général de brigade                                                    | 2002      | ?         |                                                             |
| Drapeau du Mexique       | Vicente Fox                  | Président des États-Unis mexicains                                    | 2002      | 1942      |                                                             |
| Drapeau de la France     | Jean-Pierre Kelche           | Grand chancelier de la Légion d'honneur                               | 2004      | 1942      |                                                             |
| Drapeau de Monaco        | Albert II de Monaco          | Prince de Monaco                                                      | 2005      | 1958      |                                                             |
| Drapeau de la France     | Simone Rozès                 | Première présidente de la Cour de cassation                           | 2006      | 1920      |                                                             |
| Drapeau de la Russie     | Vladimir Poutine             | Président de la fédération de Russie                                  | 2006      | 1952      |                                                             |
| Drapeau de la France     | François Cann                | Chef de la mission de liaison à l'OTAN                                | 2007      | 1932      |                                                             |
| Drapeau de l'Azerbaïdjan | Ilham Aliyev                 | Président de la république d'Azerbaïdjan                              | 2007      | 1961      |                                                             |
| Drapeau de la France     | Renaud Denoix de Saint Marc  | Vice-président du Conseil d'État                                      | 2008      | 1938      | Exemple                                                     |
| Drapeau de la France     | Marc Mozziconacci            | Militaire                                                             | 2009      | 1920 ?    |                                                             |
| Drapeau de l'Espagne     | Philippe VI                  | Roi d'Espagne                                                         | 2009      | 1968      | prince des Asturies, devenu roi en 2014                     |
| Drapeau de la France     | Jean-Pierre Changeux         | Neurobiologiste                                                       | 2010      | 1936      | membre de l'Académie des sciences                           |
| Drapeau de la France     | Marc Ladreit de Lacharrière  | Homme d'affaires                                                      | 2010      | 1940      |                                                             |
| Drapeau de la France     | Nicole Le Douarin            | Biologiste                                                            | 2010      | 1930      | Médaille d'or du CNRS                                       |
| Drapeau du Gabon         | Ali Bongo                    | Président de la République gabonaise                                  | 2010      | 1959      |                                                             |
| Drapeau de la France     | Jean Todt                    | Président de la Fédération internationale de l'automobile             | 2011      | 1946      |                                                             |
| Drapeau de la France     | Marie-José Chombart de Lauwe | Présidente de la Fondation pour la mémoire de la déportation          | 2012      | 1923      |                                                             |
| Drapeau de la France     | François Hollande            | Président de la République française                                  | 2012      | 1954      |                                                             |
| Drapeau de la France     | Jean-Pierre Serre            | Mathématicien                                                         | 2012      | 1926      | Médaille Fields                                             |
| Drapeau du Libéria       | Ellen Johnson Sirleaf        | Présidente de la république du Liberia                                | 2012      | 1938      | Prix Nobel de la paix                                       |
| Drapeau de la Pologne    | Bronisław Komorowski         | Président de la république de Pologne                                 | 2012      | 1952      |                                                             |
| Drapeau de la France     | Jean Prévot                  | Colonel                                                               | 2013      | 1923      |                                                             |
| Drapeau de la France     | Guy Simon                    | Général de division                                                   | 2013      | 1926      |                                                             |
| Drapeau de la France     | Bruno Roger                  | Banquier                                                              | 2013      | 1933      | Président de Lazard France                                  |
| Drapeau de l'Italie      | Romano Prodi                 | Président de la Commission européenne                                 | 2013      | 1939      |                                                             |
| Drapeau de la France     | Marianne Bastid-Bruguière    | Historienne                                                           | 2014      | 1940      | Présidente de l'Académie des sciences morales et politiques |
| Drapeau des Pays-Bas     | Guillaume-Alexandre          | Roi des Pays-Bas                                                      | 2014      | 1967      |                                                             |
| Drapeau du Canada        | Michaëlle Jean               | Secrétaire générale de la Francophonie                                | 2014      | 1957      | Gouverneure générale du Canada                              |
| Drapeau de la France     | Charles de Llamby            | Général d'armée                                                       | 2015      | 1926      |                                                             |
| Drapeau de la France     | Edmond Villetorte            | Général de corps aérien                                               | 2015      | 1920      |                                                             |
| Drapeau de la France     | Lionel Jospin                | Premier ministre                                                      | 2015      | 1937      |                                                             |
| Drapeau du Bénin         | Thomas Boni Yayi             | Président de la république du Bénin                                   | 2015      | 1952      |                                                             |
| Drapeau de la France     | Claude Cohen-Tannoudji       | Prix Nobel de physique                                                | 2016      | 1933      |                                                             |
| Drapeau de la France     | Henri Bentégeat              | Chef d'état-major des armées                                          | 2016      | 1946      |                                                             |
| Drapeau de la France     | Jacques Lanxade              | Chef d'état-major des armées                                          | 2016      | 1934      |                                                             |
| Drapeau de la France     | Achille Muller               | Forces françaises libres                                              | 2016      | 1925      |                                                             |
| Drapeau de la France     | Gilbert Guillaume            | Président de la Cour internationale de justice                        | 2016      | 1930      |                                                             |
| Drapeau de la France     | Benoît Puga                  | Grand chancelier de la Légion d'honneur                               | 2016      | 1953      |                                                             |
| Drapeau de la France     | Françoise Barré-Sinoussi     | Prix Nobel de médecine                                                | 2016      | 1947      |                                                             |
| Drapeau de la France     | Louis Schweitzer             | Président-directeur général de Renault                                | 2016      | 1942      | Président de la HALDE                                       |
| Drapeau de la Lituanie   | Vytautas Landsbergis         | Président de la république de Lituanie                                | 2016      | 1932      |                                                             |
| Drapeau de la France     | François Bernard             | Conseiller d'État                                                     | 2017      | 1933      | directeur du cabinet de Charles Hernu                       |
| Drapeau de la France     | François Pinault             | Homme d'affaires                                                      | 2017      | 1936      |                                                             |
| Drapeau de la France     | Emmanuel Macron              | Président de la République française                                  | 2017      | 1977      |                                                             |
| Drapeau de la France     | Monique Pelletier            | Ministre déléguée à la condition féminine                             | 2017      | 1926      | Membre du Conseil constitutionnel                           |
| Drapeau de la France     | Marie-Claire Bergère         | Historienne                                                           | 2018      | 1933      |                                                             |
| Drapeau de la Belgique   | Philippe                     | Roi des Belges                                                        | 2018      | 1960      |                                                             |
| Drapeau de la Belgique   | Mathilde d'Udekem d'Acoz     | Reine des Belges                                                      | 2018      | 1973      |                                                             |
| Drapeau de la France     | Jacqueline Fleury            | Résistante                                                            | 2019      | 1923      | Présidente de l'ADIR                                        |
| Drapeau de la France     | Guy Ménage                   | Général de brigade                                                    | 2019      | 1932      |                                                             |
| Drapeau de la France     | Gaston Vuillemin             | Général de brigade                                                    | 2019      | ?         |                                                             |
| Drapeau de l'Égypte      | Abdel Fattah al-Sissi        | Président de la république arabe d'Égypte                             | 2020      | 1954      |                                                             |
| Drapeau de l'Italie      | Sergio Mattarella            | Président de la République italienne                                  | 2021      | 1941      |                                                             |
| Drapeau de la France     | Alain Mérieux                | Industriel                                                            | 2021      | 1938      |                                                             |
| Drapeau de la France     | Edgar Morin                  | Sociologue                                                            | 2021      | 1921      |                                                             |
| Drapeau de l'Allemagne   | Angela Merkel                | Chancelière fédérale d'Allemagne                                      | 2021      | 1954      |                                                             |
| Drapeau de la France     | Jean Gonzalès                | Colonel                                                               | 2021      | ?         |                                                             |
| Drapeau de la France     | Guy Lunet de La Malene       | Capitaine                                                             | 2021      | 1926      |                                                             |
| Drapeau de la France     | André Chandernagor           | Premier président de la Cour des comptes                              | 2021      | 1921      |                                                             |
| Drapeau de la France     | Serge Klarsfeld              | Historien                                                             | 2022      | 1935      |                                                             |
| Drapeau de la France     | Jean-Pierre Raffarin         | Premier ministre                                                      | 2022      | 1948      |                                                             |
| Drapeau de la France     | Line Renaud                  | Chanteuse                                                             | 2022      | 1928      |                                                             |
| Drapeau de la France     | Noël Chazarain               | Général de corps d'armée                                              | 2022      | ?         |                                                             |
| Drapeau de la France     | François Lecointre           | Grand chancelier de la Légion d'honneur                               | 2023      | 1962      |                                                             |
| Drapeau de la France     | Andrée Gros-Duruisseau       | Fondatrice du Musée de la Résistance et de la déportation d'Angoulême | 2023      | 1925      |                                                             |
| Drapeau de l'Ukraine     | Volodymyr Zelensky           | Président de l'Ukraine                                                | 2023      | 1978      |                                                             |
| Drapeau de l'Inde        | Narendra Modi                | Premier ministre de l'Inde                                            | 2023      | 1950      |                                                             |
| Drapeau de la France     | Jean-Georges Delmas          | Colonel                                                               | 2023      | 1929      |                                                             |
| Drapeau de la France     | Bernard Arnault              | Homme d'affaires                                                      | 2023      | 1949      |                                                             |
| Drapeau de la France     | Dominique Meyer              | Biologiste                                                            | 2023      | 1939      | Membre de l'Académie des sciences                           |
| Drapeau de la Moldavie   | Maia Sandu                   | Présidente de la république de Moldavie                               | 2024      | 1972      |                                                             |
| Drapeau de la France     | Bernard Ésambert             | Homme d'affaires                                                      | 2024      | 1934      |                                                             |
| Drapeau de la France     | Joëlle Kauffmann             | Gynécologue                                                           | 2024      | 1943      |                                                             |
| Drapeau de la France     | Jacques Lhopitallier         | Colonel                                                               | 2024      | ?         |                                                             |
| Drapeau de la France     | Félix Thibout                | Général de brigade                                                    | 2024      | 1927      |                                                             |
| Drapeau de la France     | Jacques de Larosière         | Directeur général du FMI                                              | 2025      | 1929      |                                                             |
| Drapeau de l'Indonésie   | Prabowo Subianto             | Président de la république d'Indonésie                                | 2025      | 1951      |                                                             |
| Drapeau de la France     | Mona Ozouf                   | Directrice de recherche au CNRS                                       | 2025      | 1931      |                                                             |
| Drapeau de la France     | Pierre Mazeaud               | Président du Conseil constitutionnel                                  | 2025      | 1929      |                                                             |

Liste mise à jour le 13 juillet 2025.

## Dans la culture
- Dans L'Immortel (1888) d'Alphonse Daudet : « Le grand-duc est confondu, bousculé dans cette presse, car à mesure que se précipite la sarabande, le cercle se rétrécit, jusqu’à gêner l’évolution de la danse ; et, penchés, soufflant très fort, académiciens et diplomates, la nuque avancée, leurs cordons, leurs grand-croix ballant comme des sonnailles, montrent des rictus de plaisir qui ouvrent jusqu’au fond des lèvres humides, des bouches démeublées, laissent entendre de petits rires semblables à des hennissements. »[618]